# 영의정
영의정(領議政)은 조선 의정부의 정1품 최고 벼슬로, 지금의 국무총리 격과 같거나 비슷한 직책에 속한다. 국회의장·대법원장 격인 좌의정·우의정과 함께 트로이카를 구성하는 삼의정(三議政) 또는 삼정승(三政丞) 또는 삼상신(三相臣)이라 하였다. 영상(領相), 수상(首相), 상상(上相), 수규(首揆), 원보(元輔)라고도 하였다.
조선에서는 왕실 구성원이 아닌 인물 중에서는 가장 높이 올라갈 수 있는 관직이다.

## 역사
1401년(태종 1년) 7월 의정부가 설치될 무렵 영의정부사(領議政府事)라고 하던 것을, 1466년(세조 12년) 1월 관제개정 때 '영의정'으로 이름을 바꾸었다. 조선 말기까지 이어오다가, 1894년 갑오개혁 때 일본관제의 영향으로 총리대신으로 이름이 바뀌었으며, 뒤에 의정대신, 내각총리대신으로 고쳐졌다.

## 특징
대개 좌의정을 역임한 원로대신을 대부분 임명했으며, 좌의정·우의정과 함께 삼공(三公) 또는 삼정승(三政丞), 삼의정(三議政), 삼상신(三相臣)이라고 부르기도 했다. 품계는 정1품 대광보국숭록대부(大匡輔國崇祿大夫)이다. 영의정은 주로 육조의 판서, 우참찬과 좌참찬, 우찬성과 좌찬성을 거쳐 우의정과 좌의정을 거친 사람들이 임명되었다. 우의정과 좌의정을 거치지 않고 영의정에 임명된 사람은 청천부원군 심온, 구성군 이준 둘 뿐이다.
역대 영의정 중 황희가 18년 동안 재임하여 가장 오랫동안 영의정을 역임하였고, 정창손과 심순택이 10여 년 동안 재임하여 뒤를 이었다. 황희에 이어 조선 왕조 500년 동안 의정부에 들어가 약 20년간 법을 잘 지키고 "승평수문(昇平守文)"의 재상이라는 최고의 재상으로 평가를 받은 하연 이후, 왕권의 강약, 의정부와 육조의 관계, 비변사의 설치, 여러 상황의 변화에 따라 권한 변동이 일어나기도 했다.
경연·홍문관·예문관·춘추관·관상감 영사(領事), 승문원 도제조(都提調), 세자시강원 세자사(世子師)를 겸임했다.
종묘배향공신을 가장 많이 배출한 벼슬이기도 하다.

## 역대 영의정

### 태종
| 대수 | 성명            | 본관        | 취임일                                              | 퇴임일                                             | 봉호                    | 자          | 아호            | 시호        | 붕당     | 비고                   |
| ---- | --------------- | ----------- | --------------------------------------------------- | -------------------------------------------------- | ----------------------- | ----------- | --------------- | ----------- | -------- | ---------------------- |
| 1    | 이서 (李舒)     | 홍주 (洪州) | 태종 원년(1401년) 음력 7월 13일 <1401년 8월 22일>   | 태종 2년(1402년) 음력 4월 18일 <1402년 5월 19일>   | 안평부원군 (安平府院君) | 양백 (陽伯) | 당옹 (戇翁)     | 문간 (文簡) | 개국공신 | 영의정으로 치사(致仕)  |
| 2    | 이거이 (李居易) | 청주 (淸州) | 태종 2년(1402년) 음력 4월 18일 <1402년 5월 19일>    | 태종 2년(1402년) 음력 11월 17일 <1402년 12월 11일> | 서원부원군 (西原府院君) | 낙천 (樂天) | 청허자 (淸虛子) | 문도 (文度) | 정사공신 | 영사평부사에 임명      |
| 3    | 성석린 (成石璘) | 창녕 (昌寧) | 태종 2년(1402년) 음력 11월 17일 <1402년 12월 11일>  | 태종 3년(1403년) 음력 4월 3일 <1403년 4월 23일>    | 창녕부원군 (昌寧府院君) | 자수 (自修) | 독곡 (獨谷)     | 문경 (文景) | 좌명공신 | 사은사로 임명          |
| 4    | 조준 (趙浚)     | 평양 (平陽) | 태종 3년(1403년) 음력 7월 16일 <1403년 8월 3일>     | 태종 5년(1405년) 음력 6월 17일 <1405년 7월 13일>   | 평양부원군 (平壤府院君) | 명중 (明仲) | 우재 (吁齋)     | 문충 (文忠) | 정사공신 | 재임 중 사망           |
| 5    | 성석린 (成石璘) | 창녕 (昌寧) | 태종 5년(1405년) 음력 7월 3일 <1405년 7월 28일>     | 태종 7년(1407년) 음력 7월 4일 <1407년 8월 6일>     | 창녕부원군 (昌寧府院君) | 자수 (自修) | 독곡 (獨谷)     | 문경 (文景) | 좌명공신 | 좌정승으로 임명        |
| 6    | 이화 (李和)     | 전주 (全州) | 태종 7년(1407년) 음력 7월 4일 <1407년 8월 6일>      | 태종 8년(1408년) 음력 1월 3일 <1408년 1월 30일>    | 의안대군 (義安大君)     | -           | 이요정 (二樂亭) | 양소 (襄昭) | 정사공신 | 사직(사면)             |
| 7    | 하륜 (河崙)     | 진주 (晉州) | 태종 8년(1408년) 음력 2월 11일 <1408년 3월 8일>     | 태종 9년(1409년) 음력 8월 10일 <1409년 9월 18일>   | 진산부원군 (晉山府院君) | 대림 (大臨) | 호정 (浩亭)     | 문충 (文忠) | 좌명공신 | 파직시켜 부원군에 봉함 |
| 8    | 이서 (李舒)     | 홍주 (洪州) | 태종 9년(1409년) 음력 8월 10일 <1409년 9월 18일>    | 태종 9년(1409년) 음력 10월 11일 <1409년 11월 17일> | 안평부원군 (安平府院君) | 양백 (陽伯) | 당옹 (戇翁)     | 문간 (文簡) | 개국공신 | 파직시켜 부원군에 봉함 |
| 9    | 하륜 (河崙)     | 진주 (晉州) | 태종 9년(1409년) 음력 10월 11일 <1409년 11월 17일>  | 태종 12년(1412년) 음력 8월 21일 <1412년 9월 26일   | 진산부원군 (晉山府院君) | 대림 (大臨) | 호정 (浩亭)     | 문충 (文忠) | 좌명공신 | 좌정승에 임명          |
| 10   | 성석린 (成石璘) | 창녕 (昌寧) | 태종 12년(1412년) 음력 8월 21일 <1412년 9월 26일    | 태종 14년(1414년) 음력 4월 17일 <1414년 5월 6일>   | 창녕부원군 (昌寧府院君) | 자수 (自修) | 독곡 (獨谷)     | 문경 (文景) | 좌명공신 | 파직시켜 부원군에 봉함 |
| 11   | 하륜 (河崙)     | 진주 (晉州) | 태종 14년(1414년) 음력 4월 17일 <1414년 5월 6일>    | 태종 15년(1415년) 음력 5월 17일 <1415년 6월 23일>  | 진산부원군 (晉山府院君) | 대림 (大臨) | 호정 (浩亭)     | 문충 (文忠) | 좌명공신 | 부원군에 봉함          |
| 12   | 성석린 (成石璘) | 창녕 (昌寧) | 태종 15년(1415년) 음력 10월 18일 <1415년 11월 19일> | 태종 16년(1416년) 음력 5월 25일 <1416년 6월 20일>  | 창녕부원군 (昌寧府院君) | 자수 (自修) | 독곡 (獨谷)     | 문경 (文景) | 좌명공신 |                        |
| 13   | 남재 (南在)     | 의령 (宜寧) | 태종 16년(1416년) 음력 5월 25일 <1416년 6월 20일>   | 태종 16년(1416년) 음력 11월 2일 <1416년 11월 20일> | 의령부원군 (宜寧府院君) | 경지 (敬之) | 구암 (龜巖)     | 충경 (忠景) | 개국공신 |                        |
| 14   | 류정현 (柳廷顯) | 문화 (文化) | 태종 16년(1416년) 음력 11월 2일 <1416년 11월 20일>  | 태종 18년(1418년) 음력 6월 5일 <1418년 7월 8일>    | -                       | 여명 (汝明) | 월정 (月亭)     | 정숙 (貞肅) | 관학파   | 영돈녕부사로 임명      |
| 15   | 한상경 (韓尙敬) | 청주 (淸州) | 태종 18년(1418년) 음력 6월 5일 <1418년 7월 8일>     | 세종 즉위년(1418년) 음력 9월 3일 <1418년 10월 2일> | 서원부원군 (西原府院君) | 숙경 (叔敬) | 신재 (信齋)     | 문간 (文簡) | 개국공신 | 부원군에 봉함          |

### 세종
| 대수 | 성명            | 본관        | 취임일                                             | 퇴임일                                             | 봉호                    | 자          | 아호        | 시호        | 붕당                                   | 비고                  |
| ---- | --------------- | ----------- | -------------------------------------------------- | -------------------------------------------------- | ----------------------- | ----------- | ----------- | ----------- | -------------------------------------- | --------------------- |
| 16   | 심온 (沈溫)     | 청송 (靑松) | 세종 즉위년(1418년) 음력 9월 3일 <1418년 10월 2일> | 세종 즉위년(1418년) 음력 12월 7일 <1419년 1월 2일> | 청천부원군 (靑川府院君) | 중옥 (仲玉) | -           | 안효 (安孝) | 외척                                   | 역모 혐의로 인한 파면 |
| 17   | 류정현 (柳廷顯) | 문화 (文化) | 세종 즉위년(1418년) 음력 12월 7일 <1419년 1월 2일> | 세종 6년(1424년) 음력 9월 7일 <1424년 9월 29일>    | -                       | 여명 (汝明) | 월정 (月亭) | 정숙 (貞肅) | 관학파                                 | 영돈녕부사로 임명     |
| 18   | 이직 (李稷)     | 성주 (星州) | 세종 6년(1424년) 음력 9월 7일 <1424년 9월 29일>    | 세종 8년(1426년) 음력 5월 13일 <1426년 6월 18일>   | 성산부원군 (星山府院君) | 우정 (虞庭) | 형재 (亨齋) | 문경 (文景) | 좌명공신                               | 좌의정에 임명됨       |
| 19   | 구종길 (仇宗吉) | 창원 (昌原) | 세종 8년(1426년) 음력 5월 13일 <1426년 6월 18일>   | 세종 13년(1431년) 음력 9월 3일 <1431년 10월 8일>   | -                       | 자안 (子安) | 천곡 (川谷) | -           | 세종대왕 사부(師傅), 李崇仁의 조카이다 | [ 1 ]                 |
| 20   | 황희 (黃喜)     | 장수 (長水) | 세종 13년(1431년) 음력 9월 3일 <1431년 10월 8일>   | 세종 31년(1449년) 음력 10월 5일 <1449년 10월 21일> | 남원부원군 (南原府院君) | 구부 (懼夫) | 방촌 (庬村) | 익성 (益成) | 관학파                                 | 영의정으로 치사함     |
| 21   | 하연 (河演)     | 진주 (晉州) | 세종 31년(1449년) 음력 10월 5일 <1449년 10월 21일> | 문종 원년(1451년) 음력 7월 13일 <1451년 8월 9일>   | -                       | 연량 (淵亮) | 경재 (敬齋) | 문효 (文孝) | 관학파                                 | 영의정으로 치사함     |

### 문종
| 대수 | 성명            | 본관        | 취임일                                              | 퇴임일                                              | 봉호 | 자          | 아호        | 시호        | 붕당   | 비고               |
| ---- | --------------- | ----------- | --------------------------------------------------- | --------------------------------------------------- | ---- | ----------- | ----------- | ----------- | ------ | ------------------ |
| 22   | 황보인 (皇甫仁) | 영천 (永川) | 문종 원년(1451년) 음력 10월 27일 <1451년 11월 20일> | 단종 원년(1453년) 음력 10월 10일 <1453년 11월 10일> | -    | 사겸 (四兼) | 지봉 (芝峰) | 충정 (忠貞) | 관학파 | 계유정난 때 살해됨 |

### 단종
| 대수 | 성명        | 본관        | 취임일                                              | 퇴임일                                              | 봉호                | 자          | 아호 | 시호        | 붕당      | 비고                    |
| ---- | ----------- | ----------- | --------------------------------------------------- | --------------------------------------------------- | ------------------- | ----------- | ---- | ----------- | --------- | ----------------------- |
| 23   | 이유 (李瑈) | 전주 (全州) | 단종 원년(1453년) 음력 10월 11일 <1453년 11월 11일> | 단종 3년(1455년) 음력 윤 6월 11일 <1455년 7월 25일> | 수양대군 (首陽大君) | 수지 (粹之) | -    | 혜장 (惠莊) | 왕실 종친 | 단종의 선위로 인한 즉위 |

### 세조
| 대수 | 성명            | 본관        | 취임일                                               | 퇴임일                                              | 봉호                    | 자          | 아호            | 시호        | 붕당      | 비고                   |
| ---- | --------------- | ----------- | ---------------------------------------------------- | --------------------------------------------------- | ----------------------- | ----------- | --------------- | ----------- | --------- | ---------------------- |
| 24   | 정인지 (鄭麟趾) | 하동 (河東) | 세조 원년(1455년) 음력 윤 6월 11일 <1455년 7월 25일> | 세조 4년(1458년) 음력 2월 18일 <1458년 3월 3일>     | 하동부원군 (河東府院君) | 백저 (伯雎) | 학역재 (學易齋) | 문성 (文成) | 훈구파    | 부원군에 봉함          |
| 25   | 정창손 (鄭昌孫) | 동래 (東萊) | 세조 4년(1458년) 음력 12월 7일 <1459년 1월 11일>     | 세조 4년(1458년) 음력 12월 18일 <1459년 1월 22일>   | 봉원부원군 (蓬原府院君) | 효중 (孝仲) | 동산 (東山)     | 충정 (忠貞) | 훈구파    | 상중이라는 이유로 사직 |
| 26   | 강맹경 (姜孟卿) | 진주 (晉州) | 세조 5년(1459년) 음력 11월 6일 <1459년 11월 30일>    | 세조 7년(1461년) 음력 4월 17일 <1461년 5월 26일>    | 진산부원군 (晉山府院君) | 자장 (子章) | -               | 문경 (文景) | 훈구파    | 재직 중 사망           |
| 27   | 정창손 (鄭昌孫) | 동래 (東萊) | 세조 7년(1461년) 음력 4월 29일 <1461년 6월 7일>      | 세조 8년(1462년) 음력 5월 10일 <1462년 6월 7일>     | 봉원부원군 (蓬原府院君) | 효중 (孝仲) | 동산 (東山)     | 충정 (忠貞) | 훈구파    | 실언으로 인한 파직     |
| 28   | 신숙주 (申叔舟) | 고령 (高靈) | 세조 8년(1462년) 음력 5월 20일 <1462년 6월 17일>     | 세조 12년(1466년) 음력 4월 18일 <1466년 5월 31일>   | 고령부원군 (高靈府院君) | 범옹 (泛翁) | 보한재 (保閑齋) | 문충 (文忠) | 훈구파    | 고령군에 봉함          |
| 29   | 구치관 (具致寬) | 능성 (綾城) | 세조 12년(1466년) 음력 4월 18일 <1466년 5월 31일>    | 세조 12년(1466년) 음력 10월 19일 <1466년 11월 26일> | 능성부원군 (綾城府院君) | 이율 (而栗) | -               | 충렬 (忠烈) | 훈구파    | 능성군으로 봉함        |
| 30   | 한명회 (韓明澮) | 청주 (淸州) | 세조 12년(1466년) 음력 10월 19일 <1466년 11월 26일>  | 세조 13년(1467년) 음력 4월 6일 <1467년 5월 9일>     | 상당부원군 (上黨府院君) | 자준 (子濬) | 압구정 (狎鷗亭) | 문성 (文成) | 훈구파    | 상당군으로 봉함        |
| 31   | 황수신 (黃守身) | 장수 (長水) | 세조 13년(1467년) 음력 4월 6일 <1467년 5월 9일>      | 세조 13년(1467년) 음력 5월 20일 <1467년 6월 21일>   | 남원부원군 (南原府院君) | 계효 (季孝) | 나부 (懦夫)     | 열성 (烈成) | 훈구파    | 남원군으로 봉함        |
| 32   | 심회 (沈澮)     | 청송 (靑松) | 세조 13년(1467년) 음력 5월 20일 <1467년 6월 21일>    | 세조 13년(1467년) 음력 9월 20일 <1467년 10월 17일>  | 청송부원군 (靑松府院君) | 청보 (淸甫) | -               | 공숙 (恭肅) | 훈구파    | 중추부영사로 임명      |
| 33   | 최항 (崔恒)     | 삭녕 (朔寧) | 세조 13년(1467년) 음력 9월 20일 <1467년 10월 17일>   | 세조 13년(1467년) 음력 12월 12일 <1468년 1월 7일>   | 영성부원군 (寧城府院君) | 정보 (貞父) | 태허정 (太虛亭) | 문정 (文靖) | 훈구파    | 영성군으로 봉함        |
| 34   | 조석문 (曺錫文) | 창녕 (昌寧) | 세조 13년(1467년) 음력 12월 12일 <1468년 1월 7일>    | 세조 14년(1468년) 음력 7월 17일 <1468년 8월 4일>    | 창녕부원군 (昌寧府院君) | 순보 (順甫) | -               | 충간 (忠簡) | 훈구파    | 창녕군으로 봉함        |
| 35   | 이준 (李浚)     | 전주 (全州) | 세조 14년(1468년) 음력 7월 17일 <1468년 8월 4일>     | 예종 즉위년(1468년) 음력 12월 20일 <1469년 1월 3일> | 귀성군 (龜城君)         | 자청 (子淸) | 자준 (子濬)     | 충무 (忠武) | 왕실 종친 |                        |

### 예종
| 대수 | 성명            | 본관        | 취임일                                              | 퇴임일                                            | 봉호                    | 자          | 아호            | 시호        | 붕당   | 비고            |
| ---- | --------------- | ----------- | --------------------------------------------------- | ------------------------------------------------- | ----------------------- | ----------- | --------------- | ----------- | ------ | --------------- |
| 36   | 박원형 (朴元亨) | 죽산 (竹山) | 예종 즉위년(1468년) 음력 12월 20일 <1469년 1월 3일> | 예종 원년(1469년) 음력 1월 22일 <1469년 2월 3일>  | 연성부원군 (延城府院君) | 지구 (之衢) | 만절 (晩節)     | 문헌 (文憲) | 훈구파 | 재직 중 사망    |
| 37   | 한명회 (韓明澮) | 청주 (淸州) | 예종 원년(1469년) 음력 1월 23일 <1469년 2월 4일>    | 예종 원년(1469년) 음력 8월 22일 <1469년 9월 27일> | 상당부원군 (上黨府院君) | 자준 (子濬) | 압구정 (狎鷗亭) | 문성 (文成) | 훈구파 | 상당군으로 복귀 |
| 38   | 홍윤성 (洪允成) | 회인 (懷仁) | 예종 원년(1469년) 음력 8월 22일 <1469년 9월 27일>   | 성종 원년(1470년) 음력 4월 6일 <1470년 5월 6일>   | 인산부원군 (仁山府院君) | 수옹 (守翁) | 영해 (領海)     | 위평 (威平) | 훈구파 | 인산군으로 봉함 |

### 성종
| 대수 | 성명            | 본관        | 취임일                                             | 퇴임일                                              | 봉호                    | 자          | 아호            | 시호        | 붕당   | 비고            |
| ---- | --------------- | ----------- | -------------------------------------------------- | --------------------------------------------------- | ----------------------- | ----------- | --------------- | ----------- | ------ | --------------- |
| 39   | 윤자운 (尹子雲) | 무송 (茂松) | 성종 원년(1470년) 음력 4월 6일 <1470년 5월 6일>    | 성종 2년(1471년) 음력 10월 23일 <1471년 12월 4일>   | 무송부원군 (茂松府院君) | 망지 (望之) | 낙한재 (樂閑齋) | 문헌 (文憲) | 훈구파 | 부원군으로 봉함 |
| 40   | 신숙주 (申叔舟) | 고령 (高靈) | 성종 2년(1471년) 음력 10월 23일 <1471년 12월 4일>  | 성종 6년(1475년) 음력 6월 21일 <1475년 7월 23일>    | 고령부원군 (高靈府院君) | 범옹 (泛翁) | 보한재 (保閑齋) | 문충 (文忠) | 훈구파 | 재직 중 사망    |
| 41   | 정창손 (鄭昌孫) | 동래 (東萊) | 성종 6년(1475년) 음력 7월 1일 <1475년 8월 2일>     | 성종 16년(1485년) 음력 3월 27일 <1485년 4월 11일>   | 봉원부원군 (蓬原府院君) | 효중 (孝仲) | 동산 (東山)     | 충정 (忠貞) | 훈구파 | 사직            |
| 42   | 윤필상 (尹弼商) | 파평 (坡平) | 성종 16년(1485년) 음력 3월 28일 <1485년 4월 12일>  | 성종 24년(1493년) 음력 10월 29일 <1493년 12월 7일>  | 파평부원군 (坡平府院君) | 탕좌 (湯佐) | -               | -           | 훈구파 | 사직            |
| 43   | 이극배 (李克培) | 광주 (廣州) | 성종 24년(1493년) 음력 11월 6일 <1493년 12월 14일> | 연산군 원년(1495년) 음력 3월 20일 <1495년 4월 14일> | 광릉부원군 (廣陵府院君) | 겸보 (謙甫) | 우봉 (牛峰)     | 익평 (翼平) | 훈구파 | 부원군으로 봉함 |

### 연산군
| 대수 | 성명            | 본관        | 취임일                                                 | 퇴임일                                                | 봉호                    | 자          | 아호            | 시호        | 붕당   | 비고                     |
| ---- | --------------- | ----------- | ------------------------------------------------------ | ----------------------------------------------------- | ----------------------- | ----------- | --------------- | ----------- | ------ | ------------------------ |
| 44   | 노사신 (盧思愼) | 교하 (交河) | 연산군 원년(1495년) 음력 3월 20일 <1495년 4월 14일>    | 연산군 원년(1495년) 음력 9월 15일 <1495년 10월 3일>   | 선성부원군 (宣城府院君) | 자반 (子胖) | 보진재 (葆眞齋) | 문광 (文匡) | 훈구파 | 대간의 탄핵으로 파직시킴 |
| 45   | 신승선 (愼承善) | 거창 (居昌) | 연산군 원년(1495년) 음력 10월 4일 <1495년 10월 21일>   | 연산군 3년(1497년) 음력 3월 29일 <1497년 5월 1일>     | 거창부원군 (居昌府院君) | 계지 (繼之) | 사지당 (仕止堂) | 장성 (章成) | 훈구파 | 사직                     |
| 46   | 한치형 (韓致亨) | 청주 (淸州) | 연산군 6년(1500년) 음력 4월 11일 <1500년 5월 8일>      | 연산군 8년(1502년) 음력 10월 3일 <1502년 11월 2일>    | 청성부원군 (淸城府院君) | 형지 (亨之) | -               | 질경 (質景) | 훈구파 | 재직 중 사망             |
| 47   | 성준 (成俊)     | 창녕 (昌寧) | 연산군 9년(1503년) 음력 1월 4일 <1503년 2월 10일>      | 연산군 10년(1504년) 음력 윤 4월 4일 <1504년 5월 17일> | -                       | 시좌 (時佐) | -               | 명숙 (明肅) | 훈구파 | 병으로 인한 사직         |
| 48   | 류순 (柳洵)     | 문화 (文化) | 연산군 10년(1504년) 음력 윤 4월 13일 <1504년 5월 26일> | 중종 4년(1509년) 음력 윤 9월 27일 <1509년 11월 9일>   | 문성부원군 (文城府院君) | 희명 (希明) | 노포당 (老圃堂) | 문희 (文僖) | 훈구파 | 부원군으로 봉함          |

### 중종
| 대수 | 성명            | 본관        | 취임일                                              | 퇴임일                                             | 봉호                    | 자          | 아호            | 시호        | 붕당   | 비고                   |
| ---- | --------------- | ----------- | --------------------------------------------------- | -------------------------------------------------- | ----------------------- | ----------- | --------------- | ----------- | ------ | ---------------------- |
| 49   | 박원종 (朴元宗) | 순천 (順天) | 중종 4년(1509년) 음력 윤 9월 27일 <1509년 11월 9일> | 중종 5년(1510년) 음력 3월 6일 <1510년 4월 13일>    | 평원부원군 (平原府院君) | 백윤 (伯胤) | -               | 무열 (武烈) | 훈구파 | 병으로 인한 사직       |
| 50   | 김수동 (金壽童) | 안동 (安東) | 중종 5년(1510년) 음력 3월 6일 <1510년 4월 13일>     | 중종 7년(1512년) 음력 7월 7일 <1512년 8월 17일>    | 영가부원군 (永嘉府院君) | 미수 (眉叟) | 만보당 (晩保堂) | 문경 (文敬) | 훈구파 | 재직 중 사망           |
| 51   | 류순정 (柳順汀) | 진주 (晉州) | 중종 7년(1512년) 음력 10월 7일 <1512년 11월 14일>   | 중종 7년(1512년) 음력 12월 20일 <1513년 1월 26일>  | 청천부원군 (菁川府院君) | 지옹 (智翁) | 청천 (菁川)     | 문정 (文定) | 사림파 | 재직 중 사망           |
| 52   | 성희안 (成希顔) | 창녕 (昌寧) | 중종 8년(1513년) 음력 4월 2일 <1513년 5월 6일>      | 중종 8년(1513년) 음력 7월 27일 <1513년 8월 27일>   | 창산부원군 (昌山府院君) | 우옹 (愚翁) | 인재 (仁齋)     | 충정 (忠定) | 훈구파 | 재직 중 사망           |
| 53   | 송질 (宋軼)     | 여산 (礪山) | 중종 8년(1513년) 음력 10월 27일 <1513년 11월 23일>  | 중종 9년(1514년) 음력 7월 16일 <1514년 8월 6일>    | 여원부원군 (礪原府院君) | 가중 (可仲) | -               | 숙정 (肅靖) | 훈구파 | 사직                   |
| 54   | 류순 (柳洵)     | 문화 (文化) | 중종 9년(1514년) 음력 10월 1일 <1514년 10월 18일>   | 중종 11년(1516년) 음력 4월 9일 <1516년 5월 10일>   | 문성부원군 (文城府院君) | 희명 (希明) | 노포당 (老圃堂) | 문희 (文僖) | 훈구파 | 부원군으로 복귀        |
| 55   | 정광필 (鄭光弼) | 동래 (東萊) | 중종 11년(1516년) 음력 4월 9일 <1516년 5월 10일>    | 중종 14년(1519년) 음력 12월 17일 <1520년 1월 7일>  | -                       | 사훈 (士勛) | 수부 (守夫)     | 문익 (文翼) | 훈구파 | 영중추부사로 임명됨    |
| 56   | 김전 (金詮)     | 연안 (延安) | 중종 15년(1520년) 음력 2월 14일 <1520년 3월 3일>    | 중종 18년(1523년) 음력 2월 13일 <1523년 2월 27일>  | -                       | 중륜 (仲倫) | 나헌 (懶軒)     | 충정 (忠貞) | 사림파 | 재직 중 사망           |
| 57   | 남곤 (南袞)     | 의령 (宜寧) | 중종 18년(1523년) 음력 4월 18일 <1523년 5월 3일>    | 중종 22년(1527년) 음력 3월 10일 <1527년 4월 10일>  | -                       | 사화 (士華) | 지정 (止亭)     | 문경 (文景) | 사림파 | 재직 중 사망           |
| 58   | 정광필 (鄭光弼) | 동래 (東萊) | 중종 22년(1527년) 음력 10월 21일 <1527년 11월 14일> | 중종 28년(1533년) 음력 5월 28일 <1533년 6월 20일>  | -                       | 사훈 (士勛) | 수부 (守夫)     | 문익 (文翼) | 훈구파 | 영중추부사에 임명됨    |
| 59   | 장순손 (張順孫) | 인동 (仁同) | 중종 28년(1533년) 음력 5월 28일 <1533년 6월 20일>   | 중종 29년(1534년) 음력 9월 11일 <1534년 10월 17일> | -                       | 사호 (士浩) | -               | 문숙 (文肅) | 훈구파 | 재직 중 사망           |
| 60   | 한효원 (韓效元) | 청주 (淸州) | 중종 29년(1534년) 음력 11월 20일 <1534년 12월 24일> | 중종 29년(1534년) 음력 12월 29일 <1535년 2월 1일>  | -                       | 원지 (元之) | 오계 (梧溪)     | 장성 (章成) | 훈구파 | 재직 중 사망           |
| 61   | 김근사 (金謹思) | 연안 (延安) | 중종 30년(1535년) 음력 3월 26일 <1535년 4월 27일>   | 중종 32년(1537년) 음력 10월 29일 <1537년 12월 1일> | -                       | 명통 (明通) | -               | -           | 훈구파 | 탄핵으로 인한 삭탈관직 |
| 62   | 윤은보 (尹殷輔) | 해평 (海平) | 중종 32년(1537년) 음력 11월 2일 <1537년 12월 3일>   | 중종 39년(1544년) 음력 7월 5일 <1544년 7월 24일>   | -                       | 상경 (商卿) | -               | 정성 (靖成) | 훈구파 | 재직 중 사망           |

### 인종
| 대수 | 성명            | 본관        | 취임일                                              | 퇴임일                                              | 봉호                    | 자          | 아호        | 시호        | 붕당   | 비고              |
| ---- | --------------- | ----------- | --------------------------------------------------- | --------------------------------------------------- | ----------------------- | ----------- | ----------- | ----------- | ------ | ----------------- |
| 63   | 홍언필 (洪彦弼) | 남양 (南陽) | 인종 원년(1545년) 음력 1월 13일 <1545년 1월 25일>   | 인종 원년(1545년) 음력 윤 1월 2일 <1545년 2월 12일> | 익성부원군 (益城府院君) | 자미 (子美) | 묵재 (默齋) | 문희 (文僖) | 소윤파 | 영중추부사로 임명 |
| 64   | 윤인경 (尹仁鏡) | 파평 (坡平) | 인종 원년(1545년) 음력 윤 1월 6일 <1545년 2월 16일> | 명종 3년(1548년) 음력 5월 17일 <1548년 6월 22일>    | 파성부원군 (坡城府院君) | 경지 (鏡之) | -           | 효성 (孝成) | 대윤파 | 좌의정으로 임명   |

### 명종
| 대수 | 성명            | 본관        | 취임일                                            | 퇴임일                                           | 봉호                    | 자          | 아호        | 시호        | 붕당   | 비고                |
| ---- | --------------- | ----------- | ------------------------------------------------- | ------------------------------------------------ | ----------------------- | ----------- | ----------- | ----------- | ------ | ------------------- |
| 65   | 홍언필 (洪彦弼) | 남양 (南陽) | 명종 3년(1548년) 음력 5월 17일 <1548년 6월 22일>  | 명종 4년(1549년) 음력 1월 28일 <1549년 2월 25일> | 익성부원군 (益城府院君) | 자미 (子美) | 묵재 (默齋) | 문희 (文僖) | 소윤파 | 재직 중 사망        |
| 66   | 이기 (李芑)     | 덕수 (德水) | 명종 4년(1549년) 음력 5월 21일 <1549년 6월 16일>  | 명종 6년(1551년) 음력 8월 19일 <1551년 9월 18일> | 풍성부원군 (豊城府院君) | 문중 (文仲) | 경재 (敬齋) | 문경 (文敬) | 소윤파 | 병으로 인한 사직    |
| 67   | 심연원 (沈連源) | 청송 (靑松) | 명종 6년(1551년) 음력 8월 23일 <1551년 9월 22일>  | 명종 13년(1558년) 음력 5월 18일 <1558년 6월 4일> | 청천부원군 (靑川府院君) | 맹용 (孟容) | 보암 (保庵) | 충혜 (忠惠) | 외척   | 병으로 인한 사직    |
| 68   | 상진 (尙震)     | 목천 (木川) | 명종 13년(1558년) 음력 5월 29일 <1558년 6월 15일> | 명종 18년(1563년) 음력 1월 17일 <1563년 2월 9일> | -                       | 기부 (起夫) | 송현 (松峴) | 성안 (成安) | 소윤파 | 영중추부사에 임명됨 |
| 69   | 윤원형 (尹元衡) | 파평 (坡平) | 명종 18년(1563년) 음력 1월 17일 <1563년 2월 9일>  | 명종 20년(1565년) 음력 8월 15일 <1565년 9월 9일> | 서원부원군 (西原府院君) | 언평 (彦平) | -           | -           | 소윤파 | 탄핵으로 인한 파직  |
| 70   | 이준경 (李浚慶) | 광주 (廣州) | 명종 20년(1565년) 음력 8월 15일 <1565년 9월 9일>  | 선조 4년(1571년) 음력 5월 28일 <1571년 6월 20일> | -                       | 원길 (原吉) | 남당 (南堂) | 충정 (忠正) | 사림파 | 사직                |

### 선조
- 선조 3년(1570년)에서 선조 25년(1592년)까지의 사초의 기록이 임진왜란으로 소실되어, 정확한 날짜와 그 외 기록을 알 수 없어, 기록 되어 있는 기사를 이용하여 추측된 날짜로 기록함.

| 대수 | 성명            | 본관        | 취임일                                              | 퇴임일                                                | 봉호                    | 자          | 아호            | 시호        | 붕당   | 비고                |
| ---- | --------------- | ----------- | --------------------------------------------------- | ----------------------------------------------------- | ----------------------- | ----------- | --------------- | ----------- | ------ | ------------------- |
| 71   | 권철 (權轍)     | 안동 (安東) | 선조 6년(1573년) 음력 3월 22일 <1573년 4월 23일>    | 선조 6년(1573년) 음력 9월 15일 <1573년 10월 10일>     | -                       | 경유 (景由) | 쌍취헌 (雙翠軒) | 강정 (康定) | 사림파 | 사직                |
| 72   | 이탁 (李鐸)     | 전의 (全義) | 선조 6년(1573년) 음력 9월 21일 <1573년 10월 16일>   | 선조 7년(1574년) 음력 4월 11일 <1574년 5월 1일>       | -                       | 선명 (善鳴) | 약봉 (藥峰)     | 정숙 (定肅) | 사림파 | 좌의정으로 임명됨   |
| 73   | 홍섬 (洪暹)     | 남양 (南陽) | 선조 7년(1574년) 음력 4월 11일 <1574년 5월 1일>     | 선조 7년(1574년) 음력 8월 10일 <1574년 8월 25일>      | -                       | 퇴지 (退之) | 인재 (忍齋)     | 경헌 (景憲) | 사림파 | 사직                |
| 74   | 권철 (權轍)     | 안동 (安東) | 선조 7년(1574년) 음력 9월 11일 <1574년 9월 25일>    | 선조 8년(1575년) 음력 7월 1일 <1575년 8월 6일>        | -                       | 경유 (景由) | 쌍취헌 (雙翠軒) | 강정 (康定) | 사림파 | 병으로 인한 사직    |
| 75   | 홍섬 (洪暹)     | 남양 (南陽) | 선조 8년(1575년) 음력 7월 1일 <1575년 8월 6일>      | 선조 9년(1576년) 음력 8월 1일 <1576년 8월 24일>       | -                       | 퇴지 (退之) | 인재 (忍齋)     | 경헌 (景憲) | 사림파 |                     |
| 76   | 권철 (權轍)     | 안동 (安東) | 선조 9년(1576년) 음력 8월 1일 <1576년 8월 24일>     | 선조 11년(1578년) 음력 8월 1일 <1578년 9월 2일>       | -                       | 경유 (景由) | 쌍취헌 (雙翠軒) | 강정 (康定) | 사림파 | 재직 중 사망        |
| 77   | 홍섬 (洪暹)     | 남양 (南陽) | 선조 11년(1578년) 음력 11월 1일 <1578년 11월 29일>  | 선조 12년(1579년) 음력 2월 1일 <1579년 2월 25일>      | -                       | 퇴지 (退之) | 인재 (忍齋)     | 경헌 (景憲) | 사림파 | 병으로 인한 사직    |
| 78   | 박순 (朴淳)     | 충주 (忠州) | 선조 12년(1579년) 음력 2월 1일 <1579년 2월 25일>    | 선조 18년(1585년) 음력 1월 1일 <1585년 1월 31일>      | -                       | 화숙 (和叔) | 사암 (思菴)     | 문충 (文忠) | 서인   | 면직                |
| 79   | 노수신 (盧守愼) | 광주 (光州) | 선조 18년(1585년) 음력 5월 1일 <1585년 5월 29일>    | 선조 21년(1588년) 음력 6월 1일 <1588년 6월 24일>      | -                       | 과회 (寡悔) | 이재 (伊齋)     | 문간 (文簡) | 동인   | 판중추부사에 임명   |
| 80   | 류전 (柳琠)     | 문화 (文化) | 선조 22년(1589년) 음력 2월 1일 <1589년 3월 16일>    | 선조 22년(1589년) 음력 10월 28일 <1589년 12월 5일>    | 시령부원군 (始寧府院君) | 극후 (克厚) | 우복 (愚伏)     | -           | 사림파 | 재직 중 사망        |
| 81   | 이산해 (李山海) | 한산 (韓山) | 선조 23년(1590년) 음력 2월 12일 <1590년 3월 17일>   | 선조 25년(1592년) 음력 5월 1일 <1592년 6월 10일>      | 아성부원군 (鵝城府院君) | 여수 (汝受) | 아계 (鵝溪)     | 문충 (文忠) | 북인   | 탄핵으로 인한 파직  |
| 82   | 류성룡 (柳成龍) | 풍산 (豊山) | 선조 25년(1592년) 음력 5월 1일 <1592년 6월 10일>    | 선조 25년(1592년) 음력 6월 1일 <1592년 7월 9일>       | 풍원부원군 (豊原府院君) | 이견 (而見) | 서애 (西厓)     | 문충 (文忠) | 남인   | 체직(사직)          |
| 83   | 최흥원 (崔興源) | 삭녕 (朔寧) | 선조 25년(1592년) 음력 6월 1일 <1592년 7월 9일>     | 선조 26년(1593년) 음력 10월 25일 <1593년 11월 17일>   | 영평부원군 (寧平府院君) | 복초 (復初) | 송천 (松泉)     | 충정 (忠貞) | 남인   | 병으로 인한 사직    |
| 84   | 류성룡 (柳成龍) | 풍산 (豊山) | 선조 26년(1593년) 음력 10월 27일 <1593년 11월 19일> | 선조 31년(1598년) 음력 10월 8일 <1598년 11월 6일>     | 풍원부원군 (豊原府院君) | 이견 (而見) | 서애 (西厓)     | 문충 (文忠) | 남인   | 사직                |
| 85   | 이원익 (李元翼) | 전주 (全州) | 선조 31년(1598년) 음력 10월 8일 <1598년 11월 6일>   | 선조 32년(1599년) 음력 5월 26일 <1599년 7월 17일>     | 완평부원군 (完平府院君) | 공려 (功勵) | 오리 (梧里)     | 문충 (文忠) | 남인   | 판중추부사로 임명됨 |
| 86   | 윤두수 (尹斗壽) | 해평 (海平) | 선조 32년(1599년) 음력 7월 24일 <1599년 9월 13일>   | 선조 32년(1599년) 음력 9월 19일 <1599년 11월 6일>     | 해원부원군 (海原府院君) | 자앙 (子仰) | 오음 (梧陰)     | 문정 (文靖) | 서인   | 사직                |
| 87   | 이원익 (李元翼) | 전주 (全州) | 선조 32년(1599년) 음력 9월 22일 <1599년 11월 9일>   | 선조 33년(1600년) 음력 1월 15일 <1600년 2월 29일>     | 완평부원군 (完平府院君) | 공려 (功勵) | 오리 (梧里)     | 문충 (文忠) | 남인   | 판중추부사로 임명   |
| 88   | 이산해 (李山海) | 한산 (韓山) | 선조 33년(1600년) 음력 1월 22일 <1600년 3월 7일>    | 선조 33년(1600년) 음력 4월 28일 <1600년 6월 9일>      | 아성부원군 (鵝城府院君) | 여수 (汝受) | 아계 (鵝溪)     | 문충 (文忠) | 북인   | 사직                |
| 89   | 이항복 (李恒福) | 경주 (慶州) | 선조 33년(1600년) 음력 6월 17일 <1600년 7월 26일>   | 선조 35년(1602년) 음력 윤 2월 1일 <1602년 3월 24일>   | 오성부원군 (鰲城府院君) | 자상 (子常) | 백사 (白沙)     | 문충 (文忠) | 서인   | 사직                |
| 90   | 이덕형 (李德馨) | 광주 (廣州) | 선조 35년(1602년) 음력 윤 2월 3일 <1602년 3월 26일> | 선조 37년(1604년) 음력 4월 9일 <1604년 5월 7일>       | 한원부원군 (漢原府院君) | 명보 (明甫) | 한음 (漢陰)     | 문익 (文翼) | 남인   | 판중추부사로 임명됨 |
| 91   | 이항복 (李恒福) | 경주 (慶州) | 선조 37년(1604년) 음력 4월 18일 <1604년 5월 16일>   | 선조 37년(1604년) 음력 5월 16일 <1604년 6월 13일>     | 오성부원군 (鰲城府院君) | 자상 (子常) | 백사 (白沙)     | 문충 (文忠) | 서인   | 부원군에 봉함       |
| 92   | 윤승훈 (尹承勳) | 해평 (海平) | 선조 37년(1604년) 음력 5월 22일 <1604년 6월 19일>   | 선조 37년(1604년) 음력 11월 26일 <1605년 1월 15일>    | -                       | 자술 (子述) | 청봉 (晴峰)     | 문숙 (文肅) | 남인   | 판중추부사로 임명됨 |
| 93   | 류영경 (柳永慶) | 전주 (全州) | 선조 37년(1604년) 음력 12월 6일 <1605년 1월 24일>   | 광해군 즉위년(1608년) 음력 2월 14일 <1608년 3월 29일> | 전양부원군 (全陽府院君) | 선여 (善餘) | 춘호 (春湖)     | -           | 소북   | 사직                |

### 광해군
| 대수 | 성명            | 본관        | 취임일                                                | 퇴임일                                              | 봉호                    | 자          | 아호            | 시호        | 붕당 | 비고            |
| ---- | --------------- | ----------- | ----------------------------------------------------- | --------------------------------------------------- | ----------------------- | ----------- | --------------- | ----------- | ---- | --------------- |
| 94   | 이원익 (李元翼) | 전주 (全州) | 광해군 즉위년(1608년) 음력 2월 14일 <1608년 3월 29일> | 광해군 원년(1609년) 음력 8월 13일 <1609년 9월 10일> | 완평부원군 (完平府院君) | 공려 (功勵) | 오리 (梧里)     | 문충 (文忠) | 남인 | 체직(사직)      |
| 95   | 이덕형 (李德馨) | 광주 (廣州) | 광해군 1년(1609년) 음력 9월 6일 <1609년 10월 3일>     | 광해군 3년(1611년) 음력 8월 24일 <1611년 9월 21일>  | 한원부원군 (漢原府院君) | 명보 (明甫) | 한음 (漢陰)     | 문익 (文翼) | 남인 | 좌의정에 임명됨 |
| 96   | 이원익 (李元翼) | 전주 (全州) | 광해군 3년(1611년) 음력 8월 24일 <1611년 9월 21일>    | 광해군 4년(1612년) 음력 6월 21일 <1612년 7월 19일>  | 완평부원군 (完平府院君) | 공려 (功勵) | 오리 (梧里)     | 문충 (文忠) | 남인 | 체차(사직)      |
| 97   | 이덕형 (李德馨) | 광주 (廣州) | 광해군 4년(1612년) 음력 8월 10일 <1612년 9월 4일>     | 광해군 5년(1613년) 음력 8월 13일 <1613년 9월 26일>  | 한원부원군 (漢原府院君) | 명보 (明甫) | 한음 (漢陰)     | 문익 (文翼) | 남인 |                 |
| 98   | 기자헌 (奇自獻) | 행주 (幸州) | 광해군 6년(1614년) 음력 1월 19일 <1614년 2월 27일>    | 광해군 9년(1617년) 음력 9월 2일 <1617년 10월 1일>   | 덕평부원군 (德平府院君) | 사정 (士靖) | 만전 (晩全)     | -           | 대북 |                 |
| 99   | 정인홍 (鄭仁弘) | 서산 (瑞山) | 광해군 10년(1618년) 음력 1월 18일 <1618년 2월 12일>   | 광해군 11년(1619년) 음력 3월 13일 <1619년 4월 26일> | 서령부원군 (瑞寧府院君) | 덕원 (德遠) | 내암 (來菴)     | -           | 대북 |                 |
| 100  | 박승종 (朴承宗) | 밀양 (密陽) | 광해군 11년(1619년) 음력 3월 13일 <1619년 4월 26일>   | 광해군 15년(1623년) 음력 3월 14일 <1623년 4월 13일> | 밀양부원군 (密陽府院君) | 효백 (孝伯) | 퇴우당 (退憂堂) | 숙민 (肅愍) | 대북 |                 |

### 인조
| 대수 | 성명            | 본관        | 취임일                                              | 퇴임일                                              | 봉호                    | 자          | 아호        | 시호        | 붕당 | 비고 |
| ---- | --------------- | ----------- | --------------------------------------------------- | --------------------------------------------------- | ----------------------- | ----------- | ----------- | ----------- | ---- | ---- |
| 101  | 이원익 (李元翼) | 전주 (全州) | 인조 원년(1623년) 음력 3월 16일 <1623년 4월 15일>   | 인조 4년(1626년) 음력 12월 10일 <1627년 1월 26일>   | 완평부원군 (完平府院君) | 공려 (功勵) | 오리 (梧里) | 문충 (文忠) | 남인 |      |
| 102  | 윤방 (尹昉)     | 해평 (海平) | 인조 5년(1627년) 음력 1월 18일 <1627년 3월 5일>     | 인조 5년(1627년) 음력 5월 20일 <1627년 7월 2일>     | 해창부원군 (海昌府院君) | 가회 (可晦) | 치천 (稚川) | 문익 (文翼) | 서인 |      |
| 103  | 신흠 (申欽)     | 평산 (平山) | 인조 5년(1627년) 음력 9월 4일 <1627년 10월 12일>    | 인조 6년(1628년) 음력 6월 29일 <1628년 7월 29일>    | -                       | 경숙 (敬叔) | 상촌 (象村) | 문정 (文貞) | 서인 |      |
| 104  | 오윤겸 (吳允謙) | 해주 (海州) | 인조 6년(1628년) 음력 11월 21일 <1628년 12월 16일>  | 인조 9년(1631년) 음력 8월 27일 <1631년 9월 22일>    | -                       | 여익 (汝益) | 추탄 (楸灘) | 충간 (忠簡) | 서인 |      |
| 105  | 윤방 (尹昉)     | 해평 (海平) | 인조 9년(1631년) 음력 9월 15일 <1631년 10월 10일>   | 인조 14년(1636년) 음력 6월 13일 <1636년 7월 15일>   | 해창부원군 (海昌府院君) | 가회 (可晦) | 치천 (稚川) | 문익 (文翼) | 서인 |      |
| 106  | 김류 (金瑬)     | 순천 (順天) | 인조 14년(1636년) 음력 7월 13일 <1636년 8월 13일>   | 인조 15년(1637년) 음력 8월 4일 <1637년 9월 21일>    | 승평부원군 (昇平府院君) | 관옥 (冠玉) | 북저 (北渚) | 문충 (文忠) | 서인 |      |
| 107  | 이홍주 (李弘胄) | 전주 (全州) | 인조 15년(1637년) 음력 9월 3일 <1637년 10월 20일>   | 인조 16년(1638년) 음력 7월 14일 <1638년 8월 23일>   | -                       | 백윤 (伯胤) | 이천 (梨川) | 충정 (忠貞) | 서인 |      |
| 108  | 최명길 (崔鳴吉) | 전주 (全州) | 인조 16년(1638년) 음력 9월 13일 <1638년 10월 19일>  | 인조 18년(1640년) 음력 1월 15일 <1640년 2월 6일>    | 완성부원군 (完城府院君) | 자겸 (子謙) | 창랑 (滄浪) | 문충 (文忠) | 서인 |      |
| 109  | 홍서봉 (洪瑞鳳) | 남양 (南陽) | 인조 18년(1640년) 음력 1월 15일 <1640년 2월 6일>    | 인조 19년(1641년) 음력 8월 11일 <1641년 9월 15일>   | 익녕부원군 (益寧府院君) | 휘세 (輝世) | 학곡 (鶴谷) | 문정 (文靖) | 서인 |      |
| 110  | 이성구 (李聖求) | 전주 (全州) | 인조 19년(1641년) 음력 10월 10일 <1641년 11월 12일> | 인조 20년(1642년) 음력 7월 24일 <1642년 8월 19일>   | -                       | 자이 (子異) | 동사 (東沙) | 정숙 (貞肅) | 서인 |      |
| 111  | 최명길 (崔鳴吉) | 전주 (全州) | 인조 20년(1642년) 음력 8월 3일 <1642년 8월 27일>    | 인조 20년(1642년) 음력 11월 17일 <1642년 12월 8일>  | 완성부원군 (完城府院君) | 자겸 (子謙) | 창랑 (滄浪) | 문충 (文忠) | 서인 |      |
| 112  | 신경진 (申景禛) | 평산 (平山) | 인조 21년(1643년) 음력 3월 6일 <1643년 4월 23일>    | 인조 21년(1643년) 음력 3월 11일 <1643년 4월 28일>   | 평성부원군 (平城府院君) | 군수 (君受) | -           | 충익 (忠翼) | 서인 |      |
| 113  | 심열 (沈悅)     | 청송 (靑松) | 인조 21년(1643년) 음력 5월 5일 <1643년 6월 20일>    | 인조 22년(1644년) 음력 3월 12일 <1644년 4월 18일>   | -                       | 학이 (學而) | 남파 (南坡) | 충정 (忠靖) | 서인 |      |
| 114  | 홍서봉 (洪瑞鳳) | 남양 (南陽) | 인조 22년(1644년) 음력 3월 12일 <1644년 4월 18일>   | 인조 22년(1644년) 음력 4월 5일 <1644년 5월 10일>    | 익녕부원군 (益寧府院君) | 휘세 (輝世) | 학곡 (鶴谷) | 문정 (文靖) | 서인 |      |
| 115  | 김류 (金瑬)     | 순천 (順天) | 인조 22년(1644년) 음력 4월 5일 <1644년 5월 10일>    | 인조 22년(1644년) 음력 12월 7일 <1645년 1월 4일>    | 승평부원군 (昇平府院君) | 관옥 (冠玉) | 북저 (北渚) | 문충 (文忠) | 서인 |      |
| 116  | 홍서봉 (洪瑞鳳) | 남양 (南陽) | 인조 22년(1644년) 음력 12월 10일 <1645년 1월 7일>   | 인조 23년(1645년) 음력 2월 3일 <1645년 2월 28일>    | 익녕부원군 (益寧府院君) | 휘세 (輝世) | 학곡 (鶴谷) | 문정 (文靖) | 서인 |      |
| 117  | 김류 (金瑬)     | 순천 (順天) | 인조 23년(1645년) 음력 2월 3일 <1645년 2월 28일>    | 인조 24년(1646년) 음력 3월 4일 <1646년 4월 19일>    | 승평부원군 (昇平府院君) | 관옥 (冠玉) | 북저 (北渚) | 문충 (文忠) | 서인 |      |
| 118  | 김자점 (金自點) | 안동 (安東) | 인조 24년(1646년) 음력 3월 27일 <1646년 5월 12일>   | 효종 즉위년(1649년) 음력 6월 22일 <1649년 7월 31일> | 낙흥부원군 (洛興府院君) | 성지 (成之) | 낙서 (洛西) | -           | 서인 |      |

### 효종
| 대수 | 성명            | 본관        | 취임일                                             | 퇴임일                                              | 봉호                    | 자          | 아호        | 시호        | 붕당 | 비고 |
| ---- | --------------- | ----------- | -------------------------------------------------- | --------------------------------------------------- | ----------------------- | ----------- | ----------- | ----------- | ---- | ---- |
| 119  | 이경석 (李景奭) | 전주 (全州) | 효종 즉위년(1649년) 음력 8월 4일 <1649년 9월 10일> | 효종 원년(1650년) 음력 3월 11일 <1650년 4월 11일>   | -                       | 상보 (尙輔) | 백헌 (白軒) | 문충 (文忠) | 서인 |      |
| 120  | 이경여 (李敬與) | 전주 (全州) | 효종 원년(1650년) 음력 3월 11일 <1650년 4월 11일>  | 효종 2년(1651년) 음력 1월 1일 <1651년 2월 20일>     | -                       | 직부 (直夫) | 백강 (白江) | 문정 (文貞) | 서인 |      |
| 121  | 김육 (金堉)     | 청풍 (淸風) | 효종 2년(1651년) 음력 1월 11일 <1651년 3월 2일>    | 효종 2년(1651년) 음력 12월 7일 <1652년 1월 17일>    | -                       | 백후 (伯厚) | 잠곡 (潛谷) | 문정 (文貞) | 서인 |      |
| 122  | 정태화 (鄭太和) | 동래 (東萊) | 효종 2년(1651년) 음력 12월 7일 <1652년 1월 17일>   | 효종 5년(1654년) 음력 9월 6일 <1654년 10월 15일>    | -                       | 유춘 (囿春) | 양파 (陽坡) | 충익 (忠翼) | 서인 |      |
| 123  | 이시백 (李時白) | 연안 (延安) | 효종 5년(1654년) 음력 9월 6일 <1654년 10월 15일>   | 효종 6년(1655년) 음력 6월 18일 <1655년 7월 21일>    | 연양부원군 (延陽府院君) | 돈시 (敦詩) | 조암 (釣巖) | 충익 (忠翼) | 서인 |      |
| 124  | 김육 (金堉)     | 청풍 (淸風) | 효종 6년(1655년) 음력 7월 14일 <1655년 8월 15일>   | 효종 6년(1655년) 음력 7월 24일 <1655년 8월 25일>    | -                       | 백후 (伯厚) | 잠곡 (潛谷) | 문정 (文貞) | 서인 |      |
| 125  | 이시백 (李時白) | 연안 (延安) | 효종 6년(1655년) 음력 7월 24일 <1655년 8월 25일>   | 효종 7년(1656년) 음력 6월 11일 <1656년 8월 1일>     | 연양부원군 (延陽府院君) | 돈시 (敦詩) | 조암 (釣巖) | 충익 (忠翼) | 서인 |      |
| 126  | 정태화 (鄭太和) | 동래 (東萊) | 효종 7년(1656년) 음력 6월 11일 <1656년 8월 1일>    | 효종 9년(1658년) 음력 6월 16일 <1658년 7월 16일>    | -                       | 유춘 (囿春) | 양파 (陽坡) | 충익 (忠翼) | 서인 |      |
| 127  | 심지원 (沈之源) | 청송 (靑松) | 효종 9년(1658년) 음력 7월 8일 <1658년 8월 6일>     | 효종 10년(1659년) 음력 3월 25일 <1659년 4월 16일>   | -                       | 원지 (源之) | 만사 (晩沙) | -           | 서인 |      |
| 128  | 정태화 (鄭太和) | 동래 (東萊) | 효종 10년(1659년) 음력 3월 25일 <1659년 4월 16일>  | 현종 8년(1667년) 음력 윤 4월 27일 <1667년 6월 18일> | -                       | 유춘 (囿春) | 양파 (陽坡) | 충익 (忠翼) | 서인 |      |

### 현종
| 대수 | 성명            | 본관        | 취임일                                              | 퇴임일                                              | 봉호 | 자          | 아호            | 시호        | 붕당 | 비고 |
| ---- | --------------- | ----------- | --------------------------------------------------- | --------------------------------------------------- | ---- | ----------- | --------------- | ----------- | ---- | ---- |
| 129  | 홍명하 (洪命夏) | 남양 (南陽) | 현종 8년(1667년) 음력 윤 4월 27일 <1667년 6월 18일> | 현종 8년(1667년) 음력 12월 27일 <1668년 2월 9일>    | -    | 대이 (大而) | 기천 (沂川)     | 문간 (文簡) | 서인 |      |
| 130  | 정태화 (鄭太和) | 동래 (東萊) | 현종 9년(1668년) 음력 1월 2일 <1668년 2월 13일>     | 현종 11년(1670년) 음력 11월 17일 <1670년 12월 28일> | -    | 유춘 (囿春) | 양파 (陽坡)     | 충익 (忠翼) | 서인 |      |
| 131  | 허적 (許積)     | 양천 (陽川) | 현종 12년(1671년) 음력 5월 13일 <1671년 6월 19일>   | 현종 13년(1672년) 음력 5월 5일 <1672년 5월 31일>    | -    | 여차 (汝車) | 묵재 (默齋)     | 숙헌 (肅憲) | 남인 |      |
| 132  | 정태화 (鄭太和) | 동래 (東萊) | 현종 13년(1672년) 음력 5월 6일 <1672년 6월 1일>     | 현종 14년(1673년) 음력 4월 12일 <1673년 5월 27일>   | -    | 유춘 (囿春) | 양파 (陽坡)     | 충익 (忠翼) | 서인 |      |
| 133  | 허적 (許積)     | 양천 (陽川) | 현종 14년(1673년) 음력 7월 26일 <1673년 9월 6일>    | 현종 15년(1674년) 음력 3월 20일 <1674년 4월 25일>   | -    | 여차 (汝車) | 묵재 (默齋)     | 숙헌 (肅憲) | 남인 |      |
| 134  | 김수흥 (金壽興) | 안동 (安東) | 현종 15년(1674년) 음력 4월 26일 <1674년 5월 31일>   | 현종 15년(1674년) 음력 7월 16일 <1674년 8월 17일>   | -    | 기지 (起之) | 퇴우당 (退憂堂) | 문익 (文翼) | 서인 |      |
| 135  | 허적 (許積)     | 양천 (陽川) | 현종 15년(1674년) 음력 7월 26일 <1674년 8월 27일>   | 숙종 6년(1680년) 음력 4월 2일 <1680년 4월 30일>     | -    | 여차 (汝車) | 묵재 (默齋)     | 숙헌 (肅憲) | 남인 |      |

### 숙종
| 대수 | 성명            | 본관        | 취임일                                             | 퇴임일                                               | 봉호            | 자          | 아호            | 시호        | 붕당 | 비고 |
| ---- | --------------- | ----------- | -------------------------------------------------- | ---------------------------------------------------- | --------------- | ----------- | --------------- | ----------- | ---- | ---- |
| 136  | 김수항 (金壽恒) | 안동 (安東) | 숙종 6년(1680년) 음력 4월 3일 <1680년 5월 1일>     | 숙종 13년(1687년) 음력 7월 25일 <1687년 9월 1일>     | -               | 구지 (久之) | 문곡 (文谷)     | 문충 (文忠) | 서인 |      |
| 137  | 남구만 (南九萬) | 의령 (宜寧) | 숙종 13년(1687년) 음력 7월 25일 <1687년 9월 1일>   | 숙종 14년(1688년) 음력 7월 14일 <1688년 8월 9일>     | -               | 운로 (雲路) | 약천 (藥泉)     | 문충 (文忠) | 서인 |      |
| 138  | 김수흥 (金壽興) | 안동 (安東) | 숙종 14년(1688년) 음력 7월 14일 <1688년 8월 9일>   | 숙종 15년(1689년) 음력 2월 2일 <1689년 2월 21일>     | -               | 기지 (起之) | 퇴우당 (退憂堂) | 문익 (文翼) | 서인 |      |
| 139  | 여성제 (呂聖齊) | 함양 (咸陽) | 숙종 15년(1689년) 음력 2월 2일 <1689년 2월 21일>   | 숙종 15년(1689년) 음력 2월 9일 <1689년 2월 28일>     | -               | 희천 (希天) | 운포 (雲浦)     | 정혜 (靖惠) | 서인 |      |
| 140  | 권대운 (權大運) | 안동 (安東) | 숙종 15년(1689년) 음력 2월 10일 <1689년 3월 1일>   | 숙종 20년(1694년) 음력 4월 1일 <1694년 4월 24일>     | -               | 시회 (時會) | 석담 (石潭)     | -           | 남인 |      |
| 141  | 남구만 (南九萬) | 의령 (宜寧) | 숙종 20년(1694년) 음력 4월 1일 <1694년 4월 24일>   | 숙종 22년(1696년) 음력 8월 11일 <1696년 9월 6일>     | -               | 운로 (雲路) | 약천 (藥泉)     | 문충 (文忠) | 소론 |      |
| 142  | 류상운 (柳尙運) | 문화 (文化) | 숙종 22년(1696년) 음력 8월 11일 <1696년 9월 6일>   | 숙종 25년(1699년) 음력 10월 17일 <1699년 12월 7일>   | -               | 유구 (悠久) | 약재 (約齋)     | 충간 (忠簡) | 소론 |      |
| 143  | 서문중 (徐文重) | 대구 (大丘) | 숙종 26년(1700년) 음력 1월 16일 <1700년 3월 6일>   | 숙종 27년(1701년) 음력 3월 27일 <1701년 5월 4일>     | -               | 도윤 (道潤) | 몽어정 (夢漁亭) | 공숙 (恭肅) | 소론 |      |
| 144  | 최석정 (崔錫鼎) | 전주 (全州) | 숙종 27년(1701년) 음력 6월 19일 <1701년 7월 24일>  | 숙종 27년(1701년) 음력 10월 1일 <1701년 10월 31일>   | -               | 여시 (汝時) | 명곡 (明谷)     | 문정 (文貞) | 소론 |      |
| 145  | 서문중 (徐文重) | 대구 (大丘) | 숙종 28년(1702년) 음력 1월 24일 <1702년 2월 20일>  | 숙종 28년(1702년) 음력 9월 29일 <1702년 11월 18일>   | -               | 도윤 (道潤) | 몽어정 (夢漁亭) | 공숙 (恭肅) | 소론 |      |
| 146  | 최석정 (崔錫鼎) | 전주 (全州) | 숙종 29년(1703년) 음력 2월 11일 <1703년 3월 27일>  | 숙종 29년(1703년) 음력 6월 16일 <1703년 7월 29일>    | -               | 여시 (汝時) | 명곡 (明谷)     | 문정 (文貞) | 소론 |      |
| 147  | 신완 (申琓)     | 평산 (平山) | 숙종 29년(1703년) 음력 8월 6일 <1703년 9월 16일>   | 숙종 31년(1705년) 음력 4월 13일 <1705년 5월 5일>     | 평천군 (平川君) | 공헌 (公獻) | 경암 (絅庵)     | 문장 (文莊) | 노론 |      |
| 148  | 최석정 (崔錫鼎) | 전주 (全州) | 숙종 31년(1705년) 음력 4월 13일 <1705년 5월 5일>   | 숙종 36년(1710년) 음력 3월 26일 <1710년 4월 24일>    | -               | 여시 (汝時) | 명곡 (明谷)     | 문정 (文貞) | 소론 |      |
| 149  | 이여 (李畬)     | 덕수 (德水) | 숙종 36년(1710년) 음력 3월 26일 <1710년 4월 24일>  | 숙종 36년(1710년) 음력 윤 7월 17일 <1710년 9월 10일> | -               | 자삼 (子三) | 수곡 (睡谷)     | 문경 (文敬) | 노론 |      |
| 150  | 서종태 (徐宗泰) | 대구 (大丘) | 숙종 37년(1711년) 음력 4월 19일 <1711년 6월 4일>   | 숙종 38년(1712년) 음력 9월 26일 <1712년 10월 25일>   | -               | 노망 (魯望) | 만정 (晩靜)     | 문효 (文孝) | 노론 |      |
| 151  | 이유 (李濡)     | 전주 (全州) | 숙종 38년(1712년) 음력 9월 26일 <1712년 10월 25일> | 숙종 39년(1713년) 음력 7월 4일 <1713년 8월 24일>     | -               | 자우 (子雨) | 녹천 (鹿川)     | 혜정 (惠定) | 노론 |      |
| 152  | 서종태 (徐宗泰) | 대구 (大丘) | 숙종 40년(1714년) 음력 9월 27일 <1714년 11월 3일>  | 숙종 42년(1716년) 음력 8월 25일 <1716년 10월 10일>   | -               | 노망 (魯望) | 만정 (晩靜)     | 문효 (文孝) | 노론 |      |
| 153  | 김창집 (金昌集) | 안동 (安東) | 숙종 43년(1717년) 음력 5월 12일 <1717년 6월 20일>  | 경종 원년(1721년) 음력 12월 9일 <1722년 1월 25일>    | -               | 여성 (汝成) | 몽와 (夢窩)     | 충헌 (忠獻) | 노론 |      |

### 경종
| 대수 | 성명            | 본관        | 취임일                                            | 퇴임일                                               | 봉호 | 자          | 아호        | 시호        | 붕당 | 비고 |
| ---- | --------------- | ----------- | ------------------------------------------------- | ---------------------------------------------------- | ---- | ----------- | ----------- | ----------- | ---- | ---- |
| 154  | 조태구 (趙泰耉) | 양주 (楊州) | 경종 원년(1721년) 음력 12월 19일 <1722년 2월 4일> | 경종 3년(1723년) 음력 6월 6일 <1723년 7월 7일>       | -    | 덕수 (德叟) | 소헌 (素軒) | 문정 (文貞) | 소론 |      |
| 155  | 최규서 (崔奎瑞) | 해주 (海州) | 경종 3년(1723년) 음력 8월 17일 <1723년 9월 16일>  | 영조 즉위년 (1724년) 음력 9월 23일 <1724년 11월 8일> | -    | 문숙 (文叔) | 간재 (艮齋) | 충정 (忠貞) | 소론 |      |

### 영조
| 대수 | 성명            | 본관        | 취임일                                               | 퇴임일                                              | 봉호                    | 자          | 아호            | 시호        | 붕당 | 비고 |
| ---- | --------------- | ----------- | ---------------------------------------------------- | --------------------------------------------------- | ----------------------- | ----------- | --------------- | ----------- | ---- | ---- |
| 156  | 이광좌 (李光佐) | 경주 (慶州) | 영조 즉위년(1724년) 음력 10월 3일 <1724년 11월 18일> | 영조 원년(1725년) 음력 2월 8일 <1725년 3월 21일>    | -                       | 상보 (尙輔) | 운곡 (雲谷)     | 문충 (文忠) | 소론 |      |
| 157  | 정호 (鄭澔)     | 연일 (延日) | 영조 원년(1725년) 음력 4월 23일 <1725년 6월 3일>     | 영조 3년(1727년) 음력 4월 14일 <1727년 6월 3일>     | -                       | 중순 (仲淳) | 장암 (丈巖)     | 문경 (文敬) | 노론 |      |
| 158  | 이광좌 (李光佐) | 경주 (慶州) | 영조 3년(1727년) 음력 7월 1일 <1727년 8월 17일>      | 영조 5년(1729년) 음력 5월 18일 <1729년 6월 14일>    | -                       | 상보 (尙輔) | 운곡 (雲谷)     | 문충 (文忠) | 소론 |      |
| 159  | 홍치중 (洪致中) | 남양 (南陽) | 영조 5년(1729년) 음력 6월 6일 <1729년 7월 1일>       | 영조 8년(1732년) 음력 6월 23일 <1732년 8월 13일>    | -                       | 사능 (士能) | 북곡 (北谷)     | 충간 (忠簡) | 노론 |      |
| 160  | 심수현 (沈壽賢) | 청송 (靑松) | 영조 8년(1732년) 음력 12월 26일 <1733년 2월 10일>    | 영조 10년(1734년) 음력 5월 4일 <1734년 6월 5일>     | -                       | 기숙 (耆叔) | 지산 (止山)     | -           | 소론 |      |
| 161  | 이의현 (李宜顯) | 용인 (龍仁) | 영조 11년(1735년) 음력 2월 12일 <1735년 3월 6일>     | 영조 11년(1735년) 음력 2월 28일 <1735년 3월 22일>   | -                       | 덕재 (德哉) | 도곡 (陶谷)     | 문간 (文簡) | 노론 |      |
| 162  | 김흥경 (金興慶) | 경주 (慶州) | 영조 11년(1735년) 음력 11월 20일 <1736년 1월 2일>    | 영조 12년(1736년) 음력 2월 27일 <1736년 4월 7일>    | -                       | 자유 (子有) | 급류정 (急流亭) | 정헌 (靖獻) | 노론 |      |
| 163  | 이광좌 (李光佐) | 경주 (慶州) | 영조 13년(1737년) 음력 8월 11일 <1737년 9월 5일>     | 영조 16년(1740년) 음력 5월 26일 <1740년 6월 19일>   | -                       | 상보 (尙輔) | 운곡 (雲谷)     | 문충 (文忠) | 소론 |      |
| 164  | 김재로 (金在魯) | 청풍 (淸風) | 영조 16년(1740년) 음력 9월 28일 <1740년 11월 17일>   | 영조 25년(1749년) 음력 9월 5일 <1749년 10월 15일>   | -                       | 중례 (仲禮) | 청사 (淸沙)     | 충정 (忠靖) | 노론 |      |
| 165  | 조현명 (趙顯命) | 풍양 (豊壤) | 영조 26년(1750년) 음력 3월 11일 <1750년 4월 17일>    | 영조 26년(1750년) 음력 10월 29일 <1750년 11월 27일> | -                       | 치회 (稚晦) | 귀록 (歸鹿)     | 충효 (忠孝) | 소론 |      |
| 166  | 김재로 (金在魯) | 청풍 (淸風) | 영조 27년(1751년) 음력 3월 25일 <1751년 4월 20일>    | 영조 28년(1752년) 음력 9월 28일 <1752년 11월 3일>   | -                       | 중례 (仲禮) | 청사 (淸沙)     | 충정 (忠靖) | 노론 |      |
| 167  | 이종성 (李宗城) | 경주 (慶州) | 영조 28년(1752년) 음력 10월 17일 <1752년 11월 22일>  | 영조 29년(1753년) 음력 5월 25일 <1753년 6월 26일>   | -                       | 자고 (子固) | 오천 (梧川)     | 문충 (文忠) | 소론 |      |
| 168  | 김재로 (金在魯) | 청풍 (淸風) | 영조 29년(1753년) 음력 9월 3일                       | 영조 30년(1754년) 음력 5월 7일 <1754년 6월 26일>    | -                       | 중례 (仲禮) | 청사 (淸沙)     | 충정 (忠靖) | 노론 |      |
| 169  | 이천보 (李天輔) | 연안 (延安) | 영조 30년(1754년) 음력 5월 14일 <1754년 7월 3일>     | 영조 34년(1758년) 음력 8월 12일 <1758년 9월 13일>   | -                       | 의숙 (宜叔) | 진암 (晉庵)     | 문간 (文簡) | 노론 |      |
| 170  | 유척기 (兪拓基) | 기계 (杞溪) | 영조 34년(1758년) 음력 8월 12일 <1758년 9월 13일>    | 영조 35년(1759년) 음력 3월 18일 <1759년 4월 14일>   | -                       | 전보 (展甫) | 지수재 (知守齋) | 문익 (文翼) | 노론 |      |
| 171  | 이천보 (李天輔) | 연안 (延安) | 영조 35년(1759년) 음력 3월 18일 <1759년 4월 14일>    | 영조 35년(1759년) 음력 5월 7일 <1759년 6월 1일>     | -                       | 의숙 (宜叔) | 진암 (晉庵)     | 문간 (文簡) | 노론 |      |
| 172  | 김상로 (金尙魯) | 청풍 (淸風) | 영조 35년(1759년) 음력 5월 7일 <1759년 6월 1일>      | 영조 36년(1760년) 음력 10월 14일 <1760년 11월 21일> | -                       | 경일 (景一) | 하계 (霞溪)     | 익헌 (翼獻) | 노론 |      |
| 173  | 이천보 (李天輔) | 연안 (延安) | 영조 36년(1760년) 음력 10월 14일 <1760년 11월 21일>  | 영조 37년(1761년) 음력 9월 27일 <1761년 10월 24일>  | -                       | 의숙 (宜叔) | 진암 (晉庵)     | 문간 (文簡) | 노론 |      |
| 174  | 홍봉한 (洪鳳漢) | 풍산 (豊山) | 영조 37년(1761년) 음력 9월 27일 <1761년 10월 24일>   | 영조 38년(1762년) 음력 윤 5월 2일 <1762년 6월 23일> | 영풍부원군 (永豊府院君) | 익여 (翼汝) | 익익재 (翼翼齋) | 익정 (翼靖) | 노론 |      |
| 175  | 신만 (申晩)     | 평산 (平山) | 영조 38년(1762년) 음력 윤 5월 2일 <1762년 6월 23일>  | 영조 39년(1763년) 음력 5월 26일 <1763년 7월 6일>    | -                       | 여성 (汝成) | -               | 효정 (孝正) | 노론 |      |
| 176  | 홍봉한 (洪鳳漢) | 풍산 (豊山) | 영조 39년(1763년) 음력 5월 26일 <1763년 7월 6일>     | 영조 42년(1766년) 음력 9월 12일 <1766년 10월 15일>  | 영풍부원군 (永豊府院君) | 익여 (翼汝) | 익익재 (翼翼齋) | 익정 (翼靖) | 노론 |      |
| 177  | 윤동도 (尹東度) | 파평 (坡平) | 영조 42년(1766년) 음력 10월 21일 <1766년 11월 22일>  | 영조 42년(1766년) 음력 12월 9일 <1767년 1월 9일>    | -                       | 경중 (敬仲) | 남애 (南厓)     | 정문 (靖文) | 소론 |      |
| 178  | 서지수 (徐志修) | 달성 (達城) | 영조 42년(1766년) 음력 12월 9일 <1767년 1월 9일>     | 영조 43년(1767년) 음력 3월 19일 <1767년 4월 17일>   | -                       | 일지 (一之) | 송옹 (松翁)     | 문청 (文淸) | 소론 |      |
| 179  | 김치인 (金致仁) | 청풍 (淸風) | 영조 43년(1767년) 음력 3월 19일 <1767년 4월 17일>    | 영조 44년(1768년) 음력 11월 3일 <1768년 12월 11일>  | -                       | 공서 (公恕) | 고정 (古亭)     | 헌숙 (憲肅) | 노론 |      |
| 180  | 홍봉한 (洪鳳漢) | 풍산 (豊山) | 영조 44년(1768년) 음력 11월 3일 <1768년 12월 11일>   | 영조 46년(1770년) 음력 1월 10일 <1770년 2월 5일>    | 영풍부원군 (永豊府院君) | 익여 (翼汝) | 익익재 (翼翼齋) | 익정 (翼靖) | 노론 |      |
| 181  | 김치인 (金致仁) | 청풍 (淸風) | 영조 46년(1770년) 음력 1월 10일 <1770년 2월 5일>     | 영조 48년(1772년) 음력 3월 9일 <1772년 4월 11일>    | -                       | 공서 (公恕) | 고정 (古亭)     | 헌숙 (憲肅) | 노론 |      |
| 182  | 김상복 (金相福) | 광산 (光山) | 영조 48년(1772년) 음력 3월 9일 <1772년 4월 11일>     | 영조 48년(1772년) 음력 8월 2일 <1772년 8월 29일>    | -                       | 중수 (仲受) | 직하 (稷下)     | 문헌 (文憲) | 노론 |      |
| 183  | 신회 (申晦)     | 평산 (平山) | 영조 48년(1772년) 음력 8월 2일 <1772년 8월 29일>     | 영조 48년(1772년) 음력 8월 20일 <1772년 9월 16일>   | -                       | 여근 (汝根) | -               | -           | 노론 |      |
| 184  | 김상복 (金相福) | 광산 (光山) | 영조 48년(1772년) 음력 9월 3일 <1772년 9월 29일>     | 영조 48년(1772년) 음력 10월 5일 <1772년 10월 30일>  | -                       | 중수 (仲受) | 직하 (稷下)     | 문헌 (文憲) | 노론 |      |
| 185  | 한익모 (韓翼謩) | 청주 (淸州) | 영조 48년(1772년) 음력 10월 5일 <1772년 10월 30일>   | 영조 48년(1772년) 음력 10월 22일 <1772년 11월 16일> | -                       | 경보 (敬甫) | 정견 (靜見)     | 문숙 (文肅) | 노론 |      |
| 186  | 김상복 (金相福) | 광산 (光山) | 영조 48년(1772년) 음력 10월 22일 <1772년 11월 16일>  | 영조 48년(1772년) 음력 11월 22일 <1772년 12월 16일> | -                       | 중수 (仲受) | 직하 (稷下)     | 문헌 (文憲) | 노론 |      |
| 187  | 신회 (申晦)     | 평산 (平山) | 영조 48년(1772년) 음력 11월 22일 <1772년 12월 16일>  | 영조 49년(1773년) 음력 1월 27일 <1773년 2월 18일>   | -                       | 여근 (汝根) | -               | -           | 노론 |      |
| 188  | 한익모 (韓翼謩) | 청주 (淸州) | 영조 49년(1773년) 음력 1월 27일 <1773년 2월 18일>    | 영조 49년(1773년) 음력 2월 2일 <1773년 2월 22일>    | -                       | 경보 (敬甫) | 정견 (靜見)     | 문숙 (文肅) | 노론 |      |
| 189  | 김상복 (金相福) | 광산 (光山) | 영조 49년(1773년) 음력 2월 2일 <1773년 2월 22일>     | 영조 49년(1773년) 음력 윤 3월 13일 <1773년 5월 4일> | -                       | 중수 (仲受) | 직하 (稷下)     | 문헌 (文憲) | 노론 |      |
| 190  | 한익모 (韓翼謩) | 청주 (淸州) | 영조 49년(1773년) 음력 윤 3월 13일 <1773년 5월 4일>  | 영조 49년(1773년) 음력 4월 15일 <1773년 6월 4일>    | -                       | 경보 (敬甫) | 정견 (靜見)     | 문숙 (文肅) | 노론 |      |
| 191  | 김상복 (金相福) | 광산 (光山) | 영조 49년(1773년) 음력 4월 16일 <1773년 6월 5일>     | 영조 50년(1774년) 음력 6월 21일 <1774년 8월 9일>    | -                       | 중수 (仲受) | 직하 (稷下)     | 문헌 (文憲) | 노론 |      |
| 192  | 한익모 (韓翼謩) | 청주 (淸州) | 영조 50년(1774년) 음력 6월 21일 <1774년 8월 9일>     | 영조 50년(1774년) 음력 6월 28일 <1774년 8월 16일>   | -                       | 경보 (敬甫) | 정견 (靜見)     | 문숙 (文肅) | 노론 |      |
| 193  | 신회 (申晦)     | 평산 (平山) | 영조 50년(1774년) 음력 6월 28일 <1774년 8월 16일>    | 영조 51년(1775년) 음력 7월 1일 <1775년 7월 27일>    | -                       | 여근 (汝根) | -               | -           | 노론 |      |
| 194  | 한익모 (韓翼謩) | 청주 (淸州) | 영조 51년(1775년) 음력 7월 7일 <1775년 8월 2일>      | 영조 51년(1775년) 음력 12월 4일 <1776년 1월 24일>   | -                       | 경보 (敬甫) | 정견 (靜見)     | 문숙 (文肅) | 노론 |      |
| 195  | 김상철 (金尙喆) | 강릉 (江陵) | 영조 51년(1775년) 음력 12월 4일 <1776년 1월 24일>    | 정조 즉위년(1776년) 음력 3월 19일 <1776년 5월 6일>  | -                       | 사보 (士保) | 화서 (華西)     | 충익 (忠翼) | 소론 |      |

### 정조
| 대수 | 성명            | 본관        | 취임일                                              | 퇴임일                                              | 봉호 | 자          | 아호            | 시호        | 붕당      | 비고 |
| ---- | --------------- | ----------- | --------------------------------------------------- | --------------------------------------------------- | ---- | ----------- | --------------- | ----------- | --------- | ---- |
| 196  | 김양택 (金陽澤) | 광산 (光山) | 정조 즉위년(1776년) 음력 3월 19일 <1776년 5월 6일>  | 정조 즉위년(1776년) 음력 8월 7일 <1776년 9월 19일>  | -    | 사서 (士舒) | 건암 (健菴)     | 문간 (文簡) | 노론      |      |
| 197  | 김상철 (金尙喆) | 강릉 (江陵) | 정조 즉위년(1776년) 음력 8월 8일 <1776년 9월 20일>  | 정조 3년(1779년) 음력 9월 29일 <1779년 11월 7일>    | -    | 사보 (士保) | 화서 (華西)     | 충익 (忠翼) | 소론 시파 |      |
| 198  | 서명선 (徐命善) | 대구 (大丘) | 정조 3년(1779년) 음력 9월 29일 <1779년 11월 7일>    | 정조 4년(1780년) 음력 1월 5일 <1780년 2월 9일>      | -    | 계중 (繼仲) | 귀천 (歸泉)     | 충헌 (忠憲) | 소론 벽파 |      |
| 199  | 김상철 (金尙喆) | 강릉 (江陵) | 정조 4년(1780년) 음력 1월 8일 <1780년 2월 12일>     | 정조 5년(1781년) 음력 1월 6일 <1781년 1월 29일>     | -    | 사보 (士保) | 화서 (華西)     | 충익 (忠翼) | 소론 시파 |      |
| 200  | 서명선 (徐命善) | 대구 (大丘) | 정조 5년(1781년) 음력 1월 6일 <1781년 1월 29일>     | 정조 7년(1783년) 음력 3월 7일 <1783년 4월 8일>      | -    | 계중 (繼仲) | 귀천 (歸泉)     | 충헌 (忠憲) | 소론 벽파 |      |
| 201  | 정존겸 (鄭存謙) | 동래 (東萊) | 정조 7년(1783년) 음력 6월 2일 <1783년 7월 1일>      | 정조 8년(1784년) 음력 10월 8일 <1784년 11월 20일>   | -    | 대수 (大受) | 양암 (陽菴)     | 문안 (文安) | 노론 벽파 |      |
| 202  | 서명선 (徐命善) | 대구 (大丘) | 정조 8년(1784년) 음력 10월 11일 <1784년 11월 23일>  | 정조 9년(1785년) 음력 3월 9일 <1785년 4월 17일>     | -    | 계중 (繼仲) | 귀천 (歸泉)     | 충헌 (忠憲) | 소론 벽파 |      |
| 203  | 정존겸 (鄭存謙) | 동래 (東萊) | 정조 10년(1786년) 음력 2월 13일 <1786년 3월 12일>   | 정조 10년(1786년) 음력 10월 21일 <1786년 12월 11일> | -    | 대수 (大受) | 양암 (陽菴)     | 문안 (文安) | 노론 벽파 |      |
| 204  | 김치인 (金致仁) | 청풍 (淸風) | 정조 10년(1786년) 음력 10월 21일 <1786년 12월 11일> | 정조 13년(1789년) 음력 7월 11일 <1789년 8월 31일>   | -    | 공서 (公恕) | 고정 (古亭)     | 헌숙 (憲肅) | 노론 시파 |      |
| 205  | 김익 (金熤)     | 연안 (延安) | 정조 13년(1789년) 음력 7월 11일 <1789년 8월 31일>   | 정조 13년(1789년) 음력 9월 27일 <1789년 11월 14일>  | -    | 광중 (光仲) | 죽하 (竹下)     | 문정 (文貞) | 노론 벽파 |      |
| 206  | 이재협 (李在協) | 용인 (龍仁) | 정조 13년(1789년) 음력 9월 27일 <1789년 11월 14일>  | 정조 13년(1789년) 음력 11월 17일 <1790년 1월 2일>   | -    | 여고 (汝皐) | -               | -           | 소론 시파 |      |
| 207  | 김익 (金熤)     | 연안 (延安) | 정조 14년(1790년) 음력 1월 19일 <1790년 3월 4일>    | 정조 14년(1790년) 음력 3월 20일 <1790년 5월 3일>    | -    | 광중 (光仲) | 죽하 (竹下)     | 문정 (文貞) | 소론 벽파 |      |
| 208  | 채제공 (蔡濟恭) | 평강 (平康) | 정조 17년(1793년) 음력 5월 25일 <1793년 7월 2일>    | 정조 17년(1793년) 음력 6월 4일 <1793년 7월 11일>    | -    | 백규 (伯規) | 번암 (樊巖)     | 문숙 (文肅) | 남인      |      |
| 209  | 홍낙성 (洪樂性) | 풍산 (豊山) | 정조 17년(1793년) 음력 6월 22일 <1793년 7월 29일>   | 정조 21년(1797년) 음력 5월 22일 <1797년 6월 16일>   | -    | 자안 (子安) | 항재 (恒齋)     | 효안 (孝安) | 노론 시파 |      |
| 210  | 이병모 (李秉模) | 덕수 (德水) | 정조 23년(1799년) 음력 10월 29일 <1799년 11월 26일> | 순조 즉위년(1800년) 음력 7월 4일 <1800년 8월 23일>  | -    | 이칙 (彛則) | 정수재 (靜修齋) | 문익 (文翼) | 소론 시파 |      |

### 순조
| 대수 | 성명            | 본관        | 취임일                                              | 퇴임일                                              | 봉호 | 자          | 아호            | 시호        | 붕당      | 비고 |
| ---- | --------------- | ----------- | --------------------------------------------------- | --------------------------------------------------- | ---- | ----------- | --------------- | ----------- | --------- | ---- |
| 211  | 심환지 (沈煥之) | 청송 (靑松) | 순조 즉위년(1800년) 음력 7월 4일 <1800년 8월 23일>  | 순조 2년(1802년) 음력 10월 18일 <1802년 11월 13일>  | -    | 휘원 (輝元) | 만포 (晩圃)     | 문충 (文忠) | 노론 벽파 |      |
| 212  | 이시수 (李時秀) | 연안 (延安) | 순조 2년(1802년) 음력 10월 27일 <1802년 11월 22일>  | 순조 3년(1803년) 음력 1월 22일 <1803년 2월 13일>    | -    | 치가 (稚可) | 급건 (及健)     | 충정 (忠正) | 시파      |      |
| 213  | 이병모 (李秉模) | 덕수 (德水) | 순조 3년(1803년) 음력 3월 20일 <1803년 5월 10일>    | 순조 5년(1805년) 음력 12월 6일 <1806년 1월 25일>    | -    | 이칙 (彛則) | 정수재 (靜修齋) | 문익 (文翼) | 시파      |      |
| 214  | 서매수 (徐邁修) | 대구 (大丘) | 순조 5년(1805년) 음력 12월 7일 <1806년 1월 26일>    | 순조 6년(1806년) 음력 1월 30일 <1806년 3월 19일>    | -    | 덕이 (德而) | 당헌 (戇軒)     | 익헌 (翼憲) | 벽파      |      |
| 215  | 이병모 (李秉模) | 덕수 (德水) | 순조 6년(1806년) 음력 2월 1일 <1806년 3월 20일>     | 순조 6년(1806년) 음력 9월 10일 <1806년 10월 21일>   | -    | 이칙 (彛則) | 정수재 (靜修齋) | 문익 (文翼) | 시파      |      |
| 216  | 김재찬 (金載瓚) | 연안 (延安) | 순조 12년(1812년) 음력 5월 1일 <1812년 6월 9일>     | 순조 16년(1816년) 음력 5월 10일 <1816년 6월 5일>    | -    | 국보 (國寶) | 해석 (海石)     | 문충 (文忠) | 시파      |      |
| 217  | 서용보 (徐龍輔) | 대구 (大丘) | 순조 19년(1819년) 음력 1월 25일 <1819년 2월 19일>   | 순조 20년(1820년) 음력 6월 15일 <1820년 7월 24일>   | -    | 여중 (汝中) | 심재 (心齋)     | 익헌 (翼獻) | 시파      |      |
| 218  | 한용귀 (韓用龜) | 청주 (淸州) | 순조 21년(1821년) 음력 4월 24일 <1821년 5월 25일>   | 순조 21년(1821년) 음력 10월 18일 <1821년 11월 12일> | -    | 계형 (季亨) | 만오 (晩悟)     | 익정 (翼貞) | 시파      |      |
| 219  | 김재찬 (金載瓚) | 연안 (延安) | 순조 21년(1821년) 음력 11월 19일 <1821년 12월 13일> | 순조 23년(1823년) 음력 2월 22일 <1823년 4월 3일>    | -    | 국보 (國寶) | 해석 (海石)     | 문충 (文忠) | 시파      |      |
| 220  | 남공철 (南公轍) | 의령 (宜寧) | 순조 23년(1823년) 음력 2월 23일 <1823년 4월 4일>    | 순조 33년(1833년) 음력 5월 16일 <1833년 7월 3일>    | -    | 원평 (元平) | 금릉 (金陵)     | 문헌 (文獻) | 시파      |      |
| 221  | 이상황 (李相璜) | 전주 (全州) | 순조 33년(1833년) 음력 5월 16일 <1833년 7월 3일>    | 순조 34년(1834년) 음력 2월 4일 <1834년 3월 13일>    | -    | 주옥 (周玉) | 동어 (桐漁)     | 문익 (文翼) | 시파      |      |
| 222  | 심상규 (沈象奎) | 청송 (靑松) | 순조 34년(1834년) 음력 7월 9일 <1834년 8월 13일>    | 헌종 원년(1835년) 음력 6월 10일 <1835년 7월 5일>    | -    | 가권 (可權) | 두실 (斗室)     | 문숙 (文肅) | 시파      |      |

### 헌종
| 대수 | 성명            | 본관        | 취임일                                             | 퇴임일                                            | 봉호 | 자          | 아호        | 시호        | 붕당        | 비고 |
| ---- | --------------- | ----------- | -------------------------------------------------- | ------------------------------------------------- | ---- | ----------- | ----------- | ----------- | ----------- | ---- |
| 223  | 이상황 (李相璜) | 전주 (全州) | 헌종 3년(1837년) 음력 10월 20일 <1837년 11월 17일> | 헌종 4년(1838년) 음력 3월 23일 <1838년 4월 17일>  | -    | 주옥 (周玉) | 동어 (桐漁) | 문익 (文翼) | 시파        |      |
| 224  | 조인영 (趙寅永) | 풍양 (豊壤) | 헌종 7년(1841년) 음력 4월 22일 <1841년 6월 11일>   | 헌종 10년(1844년) 음력 9월 22일 <1844년 11월 2일> | -    | 희경 (羲卿) | 운석 (雲石) | 문충 (文忠) | 풍양 조씨파 |      |
| 225  | 권돈인 (權敦仁) | 안동 (安東) | 헌종 10년(1844년) 음력 9월 22일 <1844년 11월 2일>  | 헌종 14년(1848년) 음력 7월 14일 <1848년 8월 12일> | -    | 경희 (景羲) | 이재 (彝齋) | 문헌 (文獻) | 풍양 조씨파 |      |
| 226  | 정원용 (鄭元容) | 동래 (東萊) | 헌종 14년(1848년) 음력 7월 14일 <1848년 8월 12일>  | 철종 원년(1850년) 음력 10월 4일 <1850년 11월 7일> | -    | 선지 (善之) | 경산 (經山) | 문충 (文忠) | 안동 김씨파 |      |

### 철종
| 대수 | 성명            | 본관        | 취임일                                            | 퇴임일                                            | 봉호 | 자          | 아호        | 시호        | 붕당        | 비고 |
| ---- | --------------- | ----------- | ------------------------------------------------- | ------------------------------------------------- | ---- | ----------- | ----------- | ----------- | ----------- | ---- |
| 227  | 조인영 (趙寅永) | 풍양 (豊壤) | 철종 원년(1850년) 음력 10월 6일 <1850년 11월 9일> | 철종 원년(1850년) 음력 12월 6일 <1851년 1월 7일>  | -    | 희경 (羲卿) | 운석 (雲石) | 문충 (文忠) | 풍양 조씨파 |      |
| 228  | 권돈인 (權敦仁) | 안동 (安東) | 철종 원년(1850년) 음력 12월 6일 <1851년 1월 7일>  | 철종 2년(1851년) 음력 6월 19일 <1851년 7월 17일>  | -    | 경희 (景羲) | 이재 (彝齋) | 문헌 (文獻) | 풍양 조씨파 |      |
| 229  | 김흥근 (金興根) | 안동 (安東) | 철종 2년(1851년) 음력 6월 19일 <1851년 7월 17일>  | 철종 3년(1852년) 음력 3월 17일 <1852년 5월 5일>   | -    | 기경 (起卿) | 유관 (游觀) | 충문 (忠文) | 안동 김씨파 |      |
| 230  | 김좌근 (金左根) | 안동 (安東) | 철종 4년(1853년) 음력 2월 25일 <1853년 4월 3일>   | 철종 10년(1859년) 음력 1월 12일 <1859년 2월 14일> | -    | 경은 (景隱) | 하옥 (荷屋) | 충익 (忠翼) | 안동 김씨파 |      |
| 231  | 정원용 (鄭元容) | 동래 (東萊) | 철종 10년(1859년) 음력 1월 12일 <1859년 2월 14일> | 철종 14년(1863년) 음력 9월 8일 <1863년 10월 20일> | -    | 선지 (善之) | 경산 (經山) | 문충 (文忠) | 안동 김씨파 |      |
| 232  | 김좌근 (金左根) | 안동 (安東) | 철종 14년(1863년) 음력 9월 8일 <1863년 10월 20일> | 고종 원년(1864년) 음력 4월 18일 <1864년 5월 23일> | -    | 경은 (景隱) | 하옥 (荷屋) | 충익 (忠翼) | 안동 김씨파 |      |

### 고종
| 대수 | 성명            | 본관        | 취임일                                              | 퇴임일                                             | 봉호            | 자          | 아호        | 시호        | 붕당        | 비고 |
| ---- | --------------- | ----------- | --------------------------------------------------- | -------------------------------------------------- | --------------- | ----------- | ----------- | ----------- | ----------- | ---- |
| 233  | 조두순 (趙斗淳) | 양주 (楊州) | 고종 원년(1864년) 음력 6월 15일 <1864년 7월 18일>   | 고종 3년(1866년) 음력 4월 13일 <1866년 5월 26일>   | -               | 원칠 (元七) | 심암 (心菴) | 문헌 (文獻) | 대원군파    |      |
| 234  | 이경재 (李景在) | 한산 (韓山) | 고종 3년(1866년) 음력 4월 13일 <1866년 5월 26일>    | 고종 4년(1867년) 음력 5월 18일 <1867년 6월 19일>   | -               | 계행 (季行) | 송서 (松西) | 문간 (文簡) | 대원군파    |      |
| 235  | 김병학 (金炳學) | 안동 (安東) | 고종 4년(1867년) 음력 5월 18일 <1867년 6월 19일>    | 고종 6년(1869년) 음력 4월 11일 <1869년 5월 22일>   | -               | 경교 (景敎) | 영초 (穎樵) | 문헌 (文獻) | 대원군파    |      |
| 236  | 정원용 (鄭元容) | 동래 (東萊) | 고종 6년(1869년) 음력 4월 11일 <1869년 5월 22일>    | 고종 6년(1869년) 음력 4월 21일 <1869년 6월 1일>    | -               | 선지 (善之) | 경산 (經山) | 문충 (文忠) | 안동 김씨파 |      |
| 237  | 김병학 (金炳學) | 안동 (安東) | 고종 6년(1869년) 음력 4월 23일 <1869년 6월 3일>     | 고종 9년(1872년) 음력 10월 1일 <1872년 11월 1일>   | -               | 경교 (景敎) | 영초 (潁樵) | 문헌 (文獻) | 대원군파    |      |
| 238  | 홍순목 (洪淳穆) | 남양 (南陽) | 고종 9년(1872년) 음력 10월 12일 <1872년 11월 12일>  | 고종 10년(1873년) 음력 4월 29일 <1873년 5월 25일>  | -               | 희세 (熙世) | 분계 (汾溪) | 문익 (文翼) | 대원군파    |      |
| 239  | 이유원 (李裕元) | 경주 (慶州) | 고종 10년(1873년) 음력 11월 13일 <1874년 1월 1일>   | 고종 12년(1875년) 음력 4월 22일 <1875년 5월 26일>  | -               | 경춘 (景春) | 귤산 (橘山) | 충문 (忠文) | 중전파      |      |
| 240  | 이최응 (李最應) | 전주 (全州) | 고종 12년(1875년) 음력 11월 20일 <1875년 12월 17일> | 고종 19년(1882년) 음력 1월 13일 <1882년 3월 2일>   | 흥인군 (興寅君) | 양백 (良伯) | 산향 (山響) | 충익 (忠翼) | 수구당      |      |
| 241  | 서당보 (徐堂輔) | 대구 (大丘) | 고종 19년(1882년) 음력 1월 13일 <1882년 3월 2일>    | 고종 19년(1882년) 음력 3월 2일 <1882년 4월 19일>   | -               | 계긍 (季肯) | 다사 (茶史) | 문간 (文簡) | 수구당      |      |
| 242  | 홍순목 (洪淳穆) | 남양 (南陽) | 고종 19년(1882년) 음력 3월 3일 <1882년 4월 20일>    | 고종 20년(1883년) 음력 6월 7일 <1883년 7월 10일>   | -               | 희세 (熙世) | 분계 (汾溪) | 문익 (文翼) | 수구당      |      |
| 243  | 김병국 (金炳國) | 안동 (安東) | 고종 21년(1884년) 음력 5월 22일 <1884년 6월 15일>   | 고종 21년(1884년) 음력 10월 2일 <1884년 11월 19일> | -               | 경용 (景用) | 영어 (穎漁) | 충문 (忠文) | 개화당      |      |
| 244  | 심순택 (沈舜澤) | 청송 (靑松) | 고종 21년(1884년) 음력 10월 21일 <1884년 12월 8일>  | 고종 31년(1894년) 음력 6월 18일 <1894년 7월 20일>  | 청녕공 (靑寧公) | 치화 (穉華) | -           | 문충 (文忠) | 개화당      |      |
| 245  | 김병시 (金炳始) | 안동 (安東) | 고종 31년(1894년) 음력 6월 20일 <1894년 7월 22일>   | 고종 31년(1894년) 음력 6월 25일 <1894년 7월 27일>  | -               | 성초 (聖初) | 용암 (蓉庵) | 충문 (忠文) | 수구당      |      |
| 246  | 김홍집 (金弘集) | 경주 (慶州) | 고종 31년(1894년) 음력 6월 25일 <1894년 7월 27일>   | 고종 31년(1894년) 음력 7월 20일 <1894년 8월 20일>  | -               | 경능 (敬能) | 도원 (道園) | 충헌 (忠獻) | 개화당      |      |

## 추서된 영의정
인물이 죽은 후에 영의정 관직을 추서하기도 한다. 이러한 제도를 추증이라고 한다. 대표적인 인물은 아래와 같다.
- 이순신 : 삼도수군통제사[12]
- 조광조 : 대사헌
- 심순문
- 심강 : 영돈녕부사
- 심사손
- 이황 : 좌찬성
- 이이 : 좌찬성
- 민유중 : 영돈녕부사
- 정탁 : 좌의정
- 김상헌 : 좌의정
- 김장생 : 형조참판
- 김집 : 판중추부사
- 김인후 : 홍문관 교리
- 김우명 : 영돈녕부사
- 김좌명 : 병조판서
- 송시열 : 좌의정
- 박문수
- 김조순 : 영돈녕부사
- 조만영 : 영돈녕부사

## 평가
영의정은 명실공히 국정을 총괄하고 백관을 대표하는 관원으로 다양한 사안을 다루는 일인지하만인지상(一人之下萬人之上)의 중요한 직책이다.
연산군은 “정승으로서 5만명을 데리고 가서 겨우 꿩 한 마리를 잡았는가”라고 비웃기도 하였다.

## 기록
- 영의정을 가장 많이 배출한 세 가문은 전주 이씨, 안동 김씨, 청송 심씨이다.
- 초대 영의정은 이서이고, 마지막 영의정은 김홍집이다.
- 최장으로 재임한 영의정은 황희(18년)이고, 정창손과 심순택이 10여년간을 영의정으로 재임하여 그 다음이다.
- 영의정에서 유일하게 왕위에 오른 자는 7대 왕인 세조이다.
- 조선왕조 500년의 역대 재상 중, '승평수문(昇平守文)의 재상'으로 평가받은 이는 하연이다.

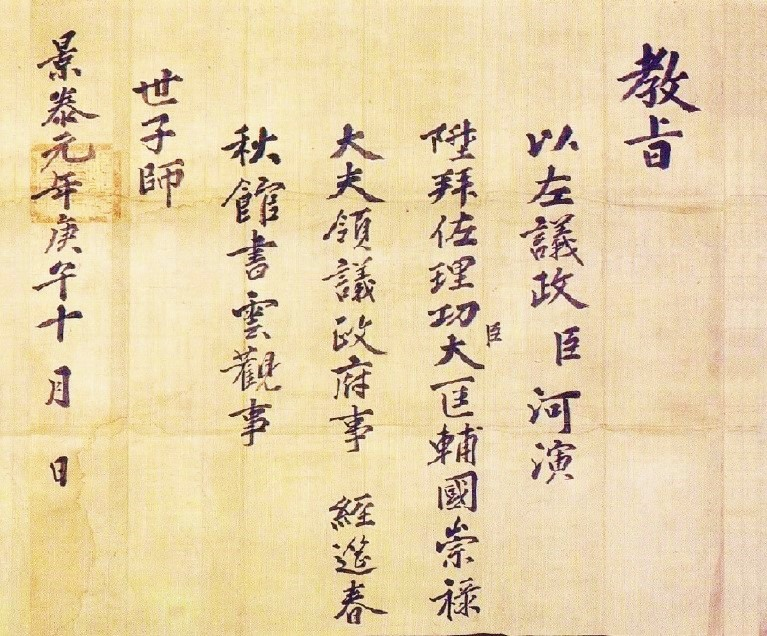
하연 선생의 영의정 교지

## 같이 보기
- 문하시중
- 총리대신
- 의정대신
- 내각총리대신